# Geschiedenis van het fietsen in Nederland

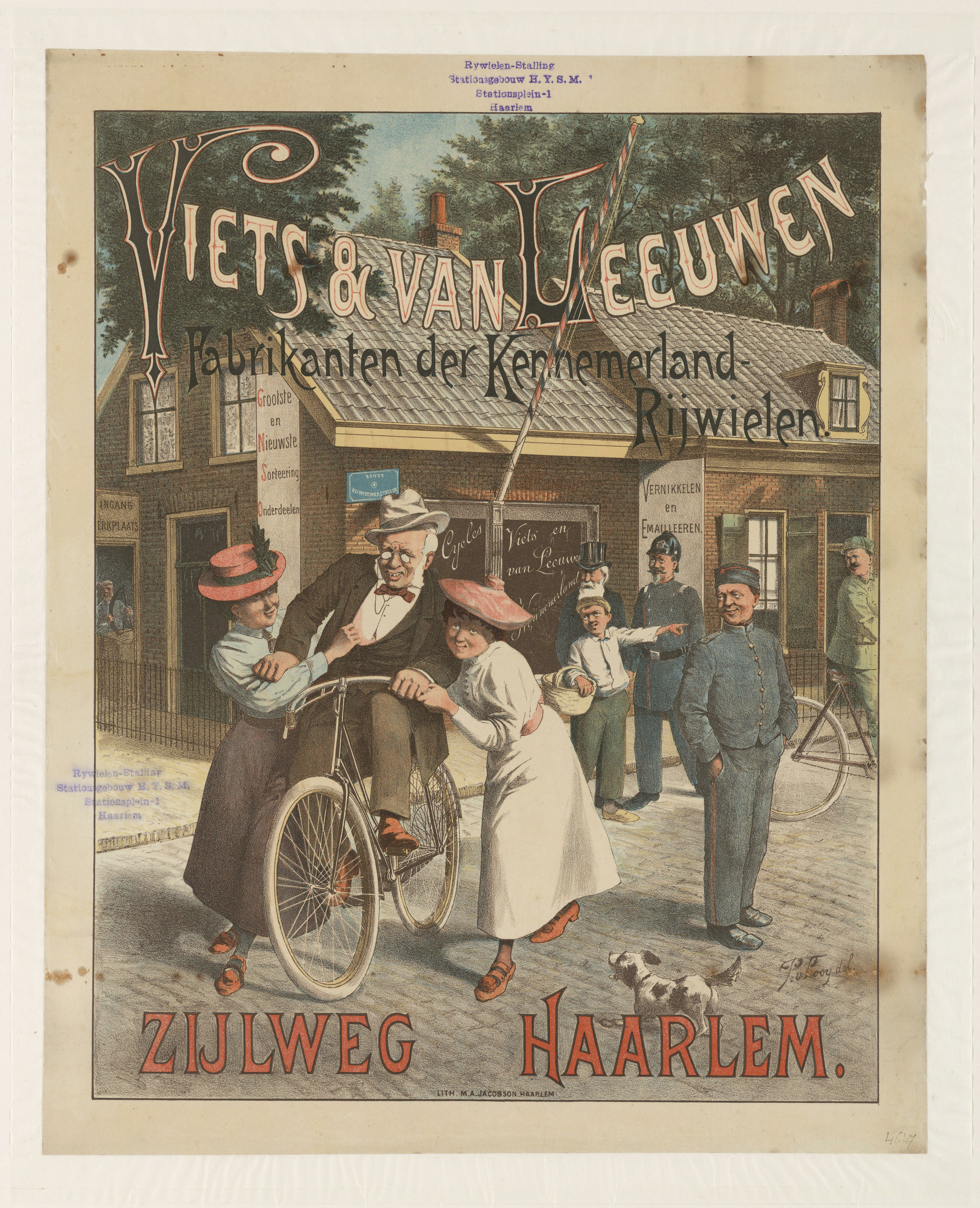
circa 1900, affiche van fabrikant Viets & Van Leeuwen

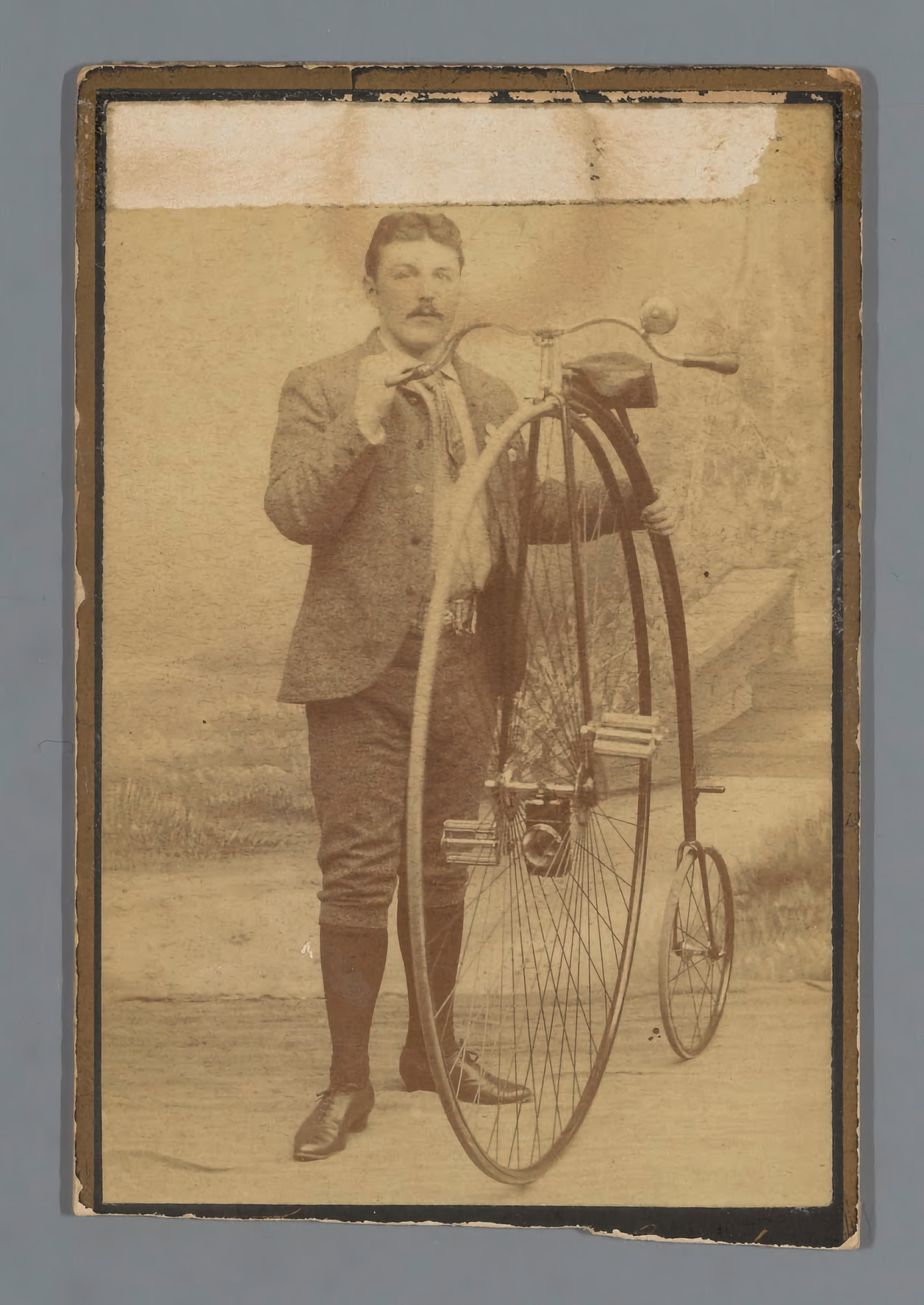
circa 1900, Onbekende man met fiets

De geschiedenis van het fietsen in Nederland loopt aanvankelijk gelijk op met de ontwikkelingen in nabijgelegen Europese landen. Vanaf 1900 ontstond langzamerhand de Nederlandse fietscultuur. Typisch hiervoor zijn het belang van het utilitair gebruik (voor woon-werk e.d.), het feit dat fietsen in hoge mate welstands-neutraal is en dat mensen van alle leeftijden fietsen.
De ontwikkeling van het fietsen hangt samen met de geschiedenis van het uiterlijk en de andere kenmerken van de fiets (tot 1966 officieel het rijwiel), van de sociaal-culturele achtergrond van de fietsers en van  de maatschappelijke betekenis van het fietsen als bezigheid. Samen vormen ze wat wel de fietscultuur heet. Hiermee zijn ook verbonden de fysieke infrastructuur (zoals het fietspad en bewegwijzering), de organisatie van productie en verkoop, de serviceverlening (zoals door de ANWB en het Fietsersplatform), de belangenorganisaties (zoals de Fietsersbond) en de regelgeving, zoals de verkeersregels en kwaliteitseisen.
De geschiedenis van de fiets in Nederland laat zich aan de hand van deze invalshoeken beschrijven: de vorm en techniek, de fietser, de betekenis van het fietsen, de fysieke infrastructuur, de regelgeving en de economische kanten van de fiets.

## De eerste fietsen in Nederland: een rare hobby voor de rijken

### 1820-1860: De fiets als een vreemd exotisch ding

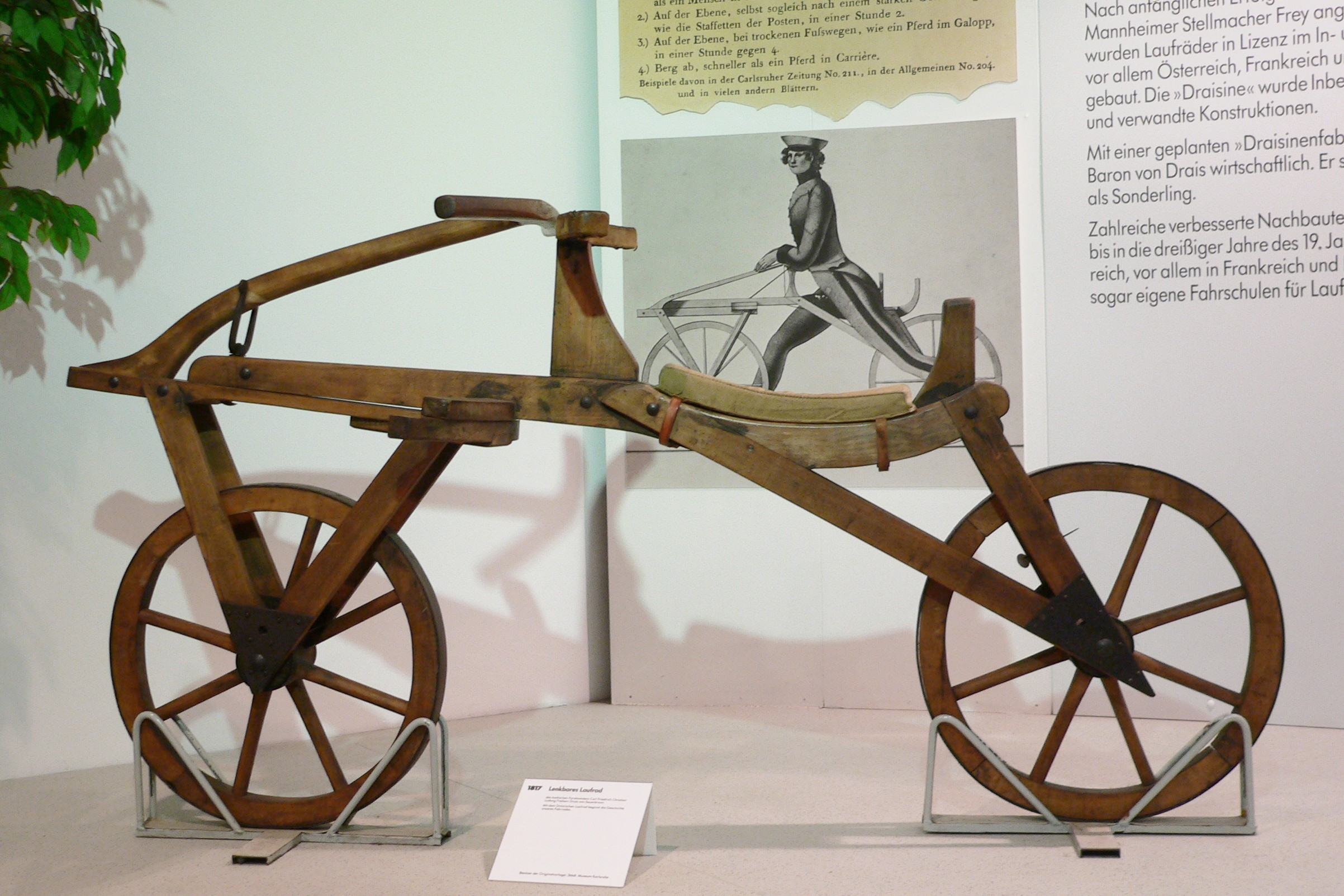
1817 draisine (loopfiets, nagebouwd) (collectie Zweirad & NSU-Museum); ook in Het Loo bevindt zich een dergelijke fiets, vermoedelijk van de Prins van Oranje.

In de periode tussen 1820 en 1860 deed de loopfiets zijn intrede in Nederland maar een groot succes was hij niet. De fiets wordt  vooral beschouwd als vreemd exotisch.
Na de uitvinding door Karl Drais van de loopfiets of draisine in Duitsland in 1817 was er korte tijd sprake van een hype in een aantal grote steden zoals Parijs, London en New York. In Nederland zijn daar geen berichten van bekend.
In de jaren 1820 was er ruw geschat een tiental loopfietsen in gebruik, maar de berichten daarover zijn anekdotisch. Een van de draisines zou zijn besteld door de kroonprins (de latere koning Willem II) in Brussel, toen deel van het Koninkrijk der Nederlanden. Het Journal de la Belgique vermeldt op 21 april 1819 dat de Prins van Oranje deze loopfiets (in het Frans: een dada-piéton) heeft bekeken van de Engelse importeur Kerr. Tegenwoordig bevindt zich nog een ander exemplaar in de collectie van Paleis het Loo. Van de kroonprins was bekend dat hij sportief was aangelegd, maar niet zeker is of hij de fiets heeft gebruikt. Ook Jonkheer Boreel van Hogelanden te Haarlem bezat een draisine die zijn erfgenamen later aan de ANWB hebben geschonken. Rond 1826 is er een verslag van een reis per koets van iemand die op de Lekdijk een draisine snel zag passeren en toen deze terugkwam vroeg of hij het ook eens mocht proberen. Dat viel niet mee: “weldra maakte het mij tot een zandruiter”: hij was erafgevallen. Er is ook een verhaal van een houtbewerker met de naam Linkwitz uit Zeist die zelf een loopfiets had gebouwd en daarmee naar Utrecht reed op de Maliesingel, een tocht van zo’n twintig kilometer heen en terug.
In deze periode was er geen sprake van infrastructuur of enige regelgeving voor fietsers in Nederland. Elders was dat wel het geval: in sommige landen was gedurende enige tijd het gebruik van een loopfiets op voetpaden verboden.
Na 1830 verdween net als elders de draisine uit het Nederlandse straatbeeld. Vermoedelijk vond men het voertuig te onpraktisch. Er zijn uit deze periode alleen berichten van drie- en vierwielige houten voertuigen, vaak zwaar en daardoor traag. Pas na 1860 herleefde de belangstelling.

### 1860-1870: de eerste geïmporteerde en door smeden nagebouwde tweewielers

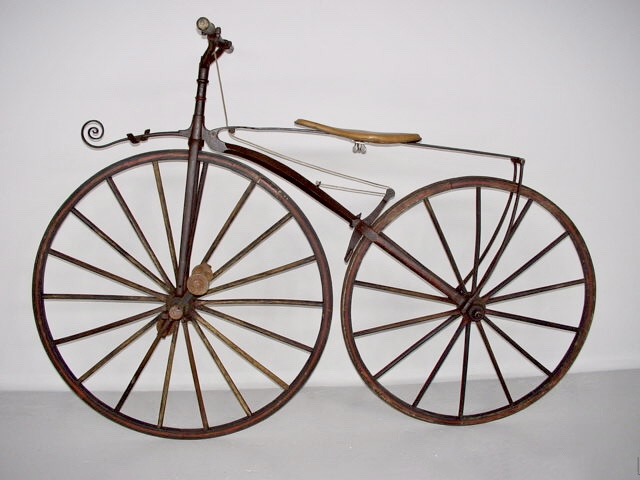
1867, Een Michaux-tweewieler

Na de uitvinding in Parijs in 1867 van de vélocipède, de tweewieler of driewieler met trappers op de as van het voorwiel, en de promotie ervan tijdens de Wereldtentoonstelling door Franse firma Michaux volgden ook uit Nederland enige bestellingen. De eerste Michaux werd uit Frankrijk geïmporteerd door Baron Groeninx van Zoelen. Vervolgens werd hij door enkele Nederlandse smeden nagebouwd.
In 1868 was het de Amsterdamse firma Scholte die deze fiets bouwde, verkocht en verhuurde. In 1869 volgde in Deventer Burgers met het vervaardigen van vélocipèdes.
Bij benadering waren er in 1869 100 exemplaren in Nederland.
Fietsers waren in deze periode pioniers die aanhaakten bij deze nieuwe hype. Iedereen kon het leren, zoals een advertentie van Timmer uit 1869 benadrukt: “Iedereen kan zich er, na een paar uur onderrigt genoten te hebben, van bedienen. De oefening is aangenaam en het best bij schaatsenrijden te vergelijken”.
Het is niet bekend waar werd gefietst, maar waarschijnlijk, net als in andere landen in de binnensteden, op goed bestrate wegen. Als die bestrating bestond uit kinderkopjes dan is het goed te begrijpen dat de Engelse bijnaam voor deze fiets 'boneshaker' (bottenschudder) was. In dit decennium was er nog geen sprake van, noch behoefte aan specifieke infrastructuur voor fietsers.

### 1870-1880: jonge ‘vélocipèdisten’ stichten de eerste clubs

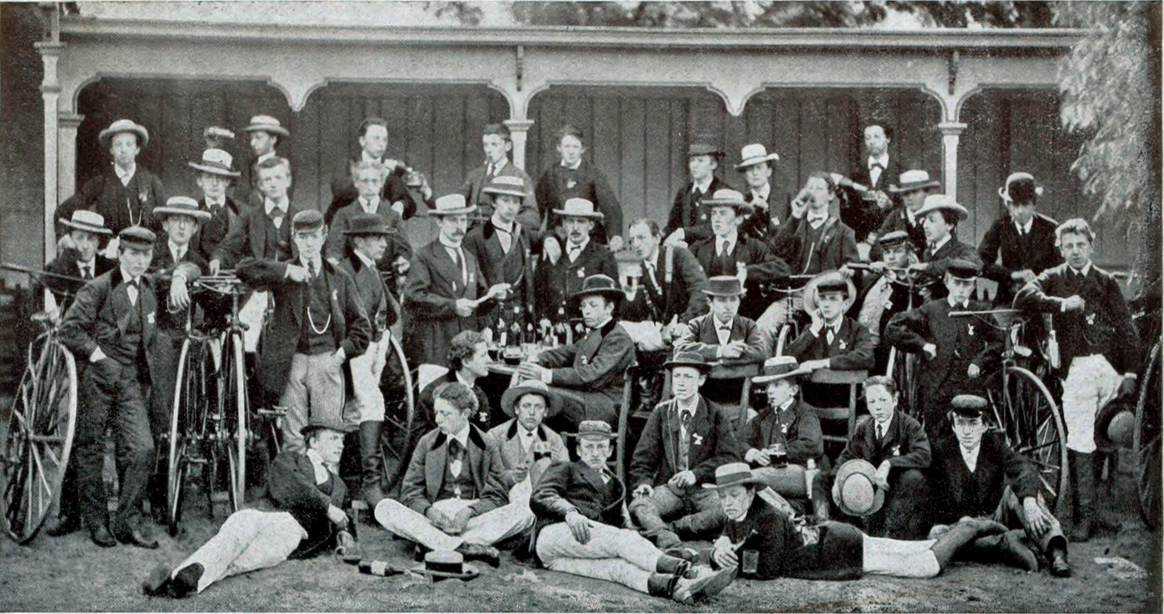
1871, de Deventer velocipède-club "Immer Weiter"

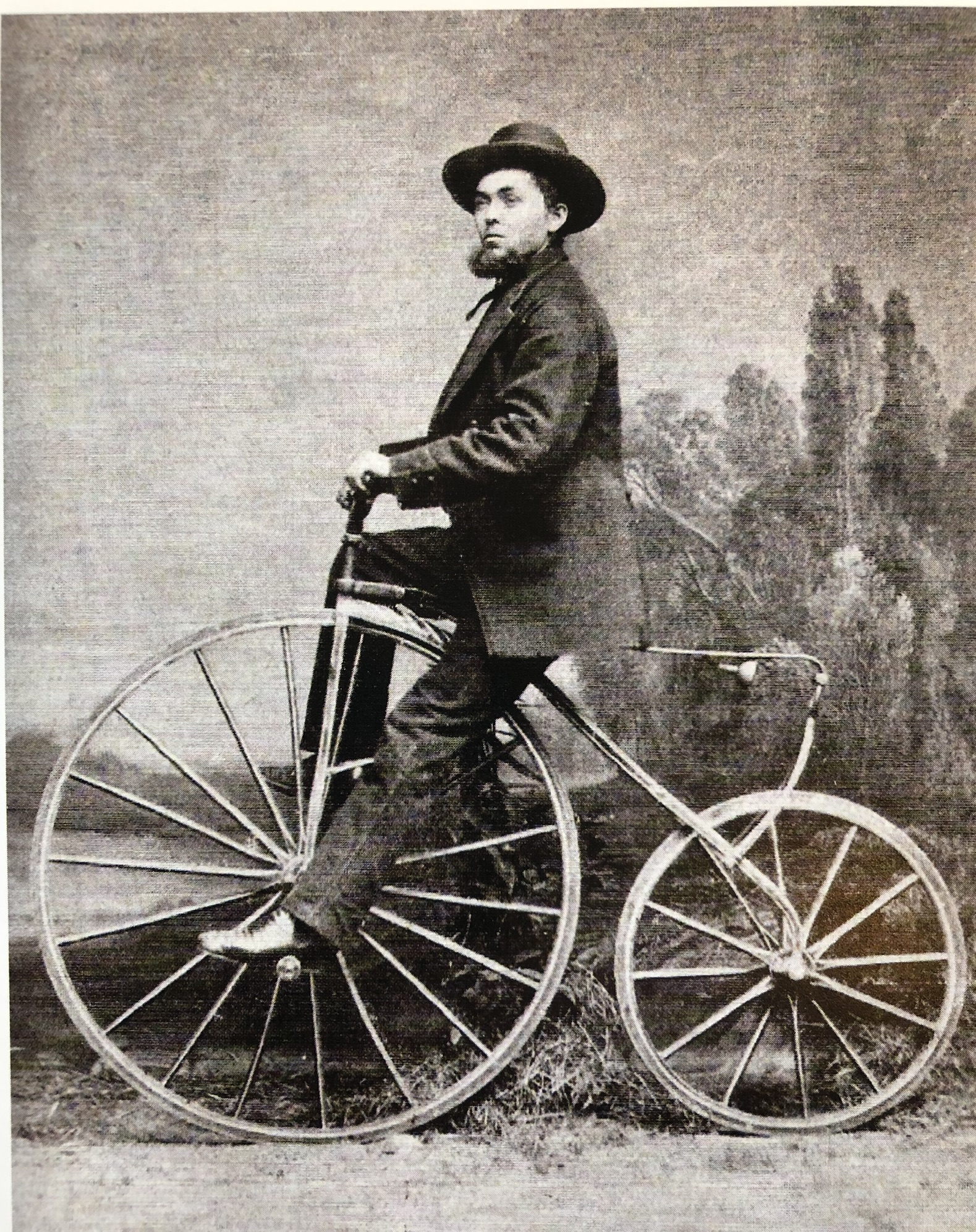
Circa 1875: Renje Zeeff uit Eenrum met zijn vélocipède waarmee hij wedstrijden in Friesland won. Let op de stand van de voet op de pedalen.

In de jaren 1870 ontwikkelde de fiets zich verder en organiseerden de gebruikers zich in speciale clubs. 
De fiets veranderde van aanzien, van een vélocipède met een gietijzeren of smeedijzeren frame met houten wielen in glijlagers naar een hoge bi van stalen buis met metalen draadspaakwielen en kogellagers. De hoge bi is een fiets met een groot voorwiel en een klein achterwiel. 
Vooral de Engelse fabrikanten liepen voorop bij de verdere ontwikkeling van de fiets. In Nederland reed men nog lang op de oudere modellen. De enige Nederlandse fabrikant van betekenis was Burgers in Deventer. Een grove schatting is dat er aan het eind van dit decennium 1000 fietsen in Nederland waren. In 1873 bijvoorbeeld bouwde Burgers 122 exemplaren.
Van de fietsers in dit decennium bestaat een goed beeld. Het waren jonge mannen, vaak tieners, van welgestelde komaf. Ze verenigden zich in clubs - naar Engels voorbeeld - die hun machines huurden bij bijvoorbeeld fabrikant Burgers. In Deventer ontstond op die manier in 1871 de fietsclub Immer Weiter, op initiatief van J.A. Coldewey. In Apeldoorn, Leeuwarden en Rotterdam ontstonden spoedig vergelijkbare clubs, en ook andere steden kregen dergelijke clubs zoals Amsterdam, Groningen, Zwolle en Breda. Deze fietsers maakten - vaak in clubverband - ritten in de omgeving, zoals van Deventer naar Apeldoorn en terug, als vorm van ontspanning. De plattelandsbevolking reageerde niet altijd positief op deze jongeren.
Van het beroepsmatig gebruik van de vélocipède is weinig bekend. Wel was er een experiment om de telegrambezorging voor koning Willem III, vanuit het telegraafkantoor in Apeldoorn naar Het Loo per vélocipède te laten verlopen. Volgens het verslag van dit experiment was de route slecht begaanbaar: op het grindpad was het zwaar trappen, en het naastgelegen zandpad was bij regen een modderpad waardoor de telegrambezorger nogal vuil aankwam op Het Loo.

### 1880-1890: de ANWB wordt opgericht en de veiligheidswieler wordt populair

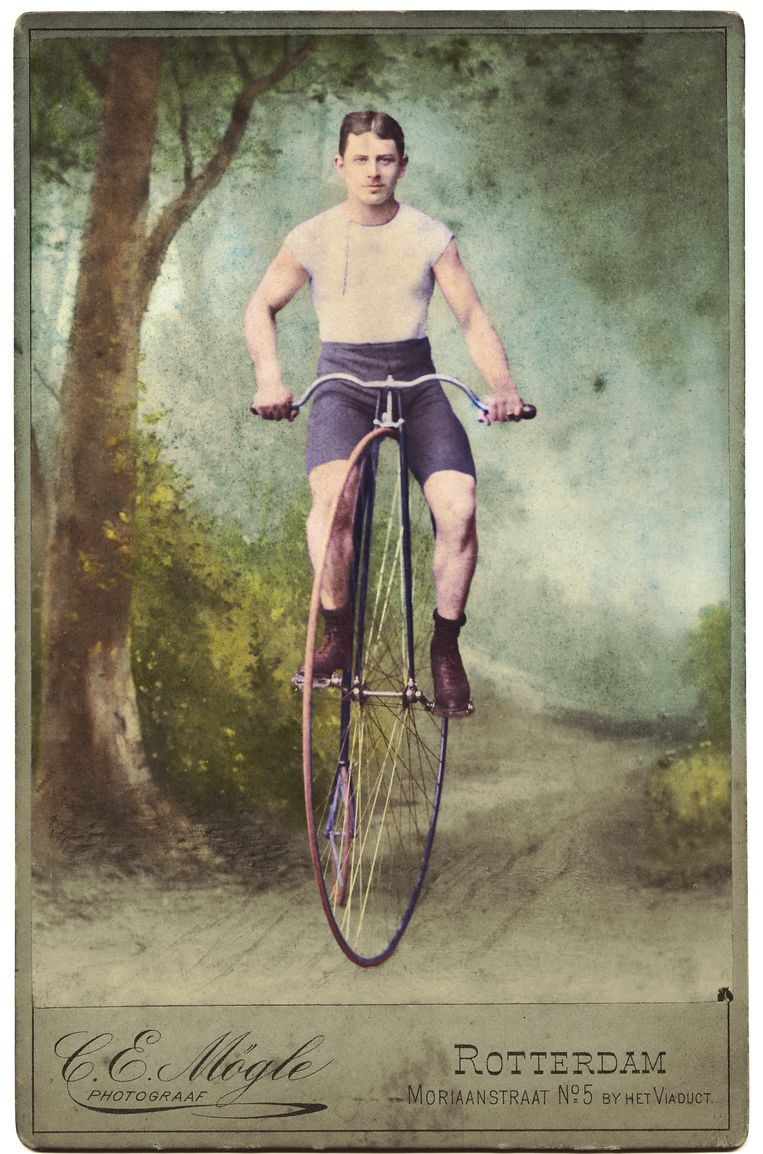
1885, Pim Kiderlen, de eerste Nederlandse kampioen (baan)wielrennen, op zijn 54 inch hoge bi, waarmee hij - op 17-jarige leeftijd - in
16 uur van Rotterdam naar Leeuwarden fietste. Let op zijn wielerkleding.

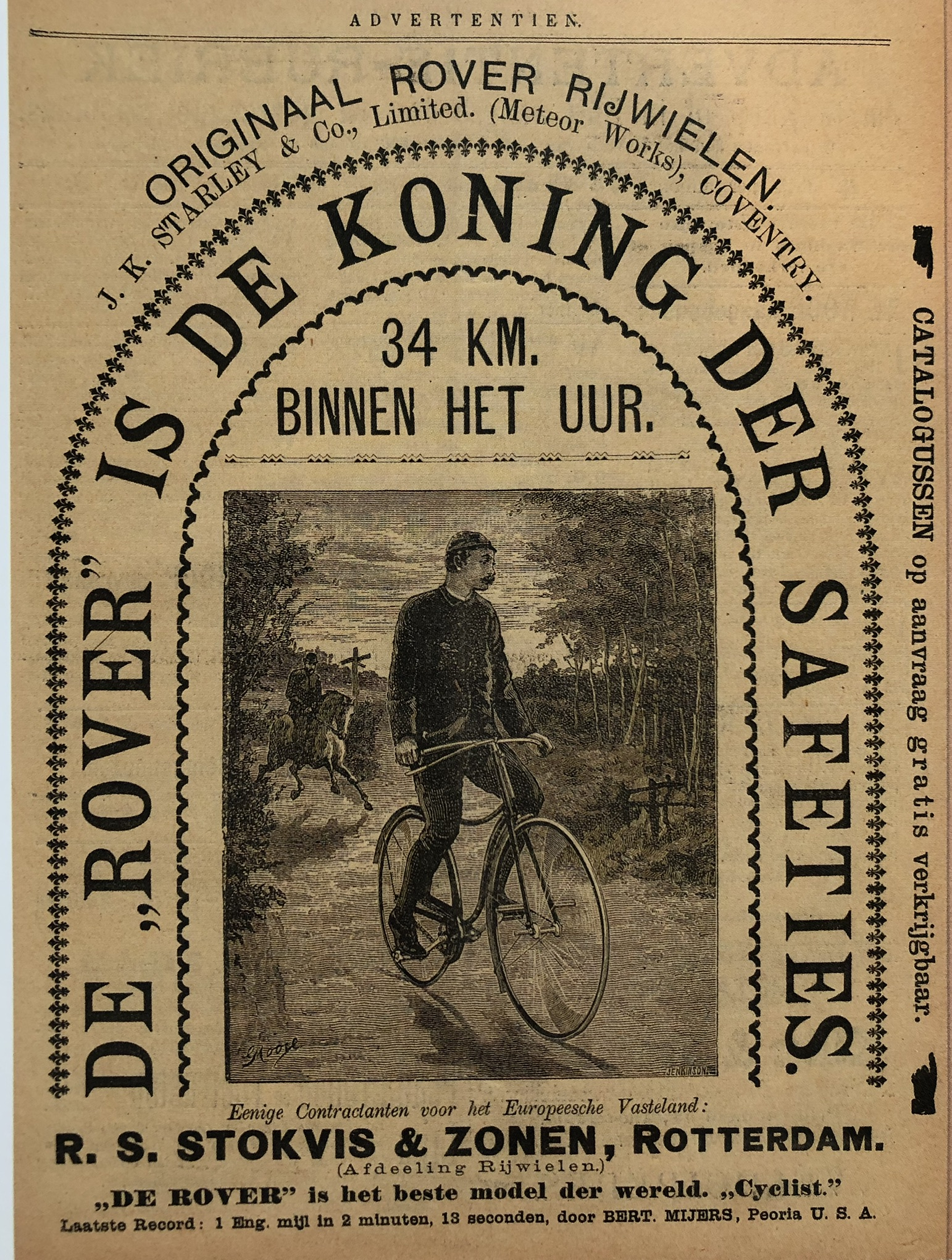
1886, advertentie in De Kampioen voor de Rover safety, in feite de eerste moderne fiets. Dit type heette in Nederland ook wel veiligheidswieler.

In de jaren 1880 veranderde de fiets radicaal van vorm en won hij aan populariteit. Er ontstond een landelijke organisatie en enige infrastructuur. In 1880 bouwde Burgers nog een hoge bi naar Engels voorbeeld, maar in 1889 laat de catalogus zien dat er verschillende soorten safeties ofwel veiligheidswielers worden gebouwd. Aan het begin van de jaren 1880 werden er voor dames driewielers op de markt gebracht. Aan het eind was er voor het eerst zelfs een speciaal damesmodel tweewieler op de markt. Ook kinderfietsen (een knapensafety) kwamen op de markt, alsmede modellen die meer voor snelheid (met een laag stuur) waren bedoeld. Veel fietsen werden geïmporteerd, vooral uit Engeland, waar de ontwikkeling het snelst ging.
De term safety of veiligheidswieler stond tegenover de hoge bi. Voorover vallen was bij de hoge bi een reëel risico, met je hoofd op een hoogte van twee meter twintig. Meer veiligheid betekende eigenlijk dat het een vervoermiddel voor veel meer gebruikers kon worden. 
1885, midden in dit decennium, is ook het jaar dat het woord fiets voor het eerst schriftelijk werd gebruikt in een drukwerk.
Eind jaren tachtig waren er in Nederland ongeveer 10.000 fietsen in gebruik.
Vanaf 1880 nam het aantal verenigingen weer toe. Met namen als De Ooievaar (Den Haag, 1882), De Zwaluw (Arnhem, 1883) en Voorwaarts (Roermond, 1885) was de drang naar snelheid en vernieuwing zichtbaar. De fietsers noemden zich nog velocipedisten (Maastrichtsche Vélocipèdeclub, 1885); pas later veranderde dat in wielrijders zoals bij De Raddraaier (Leiden, 1885) en de Maastrichtsche Kettinggangers (1894).
In 1869, twee jaar na de introductie van de vélocipède, organiseerde de Sociëteit Momus in Maastricht al een eerste (internationale) wielerwedstrijd op het Vrijthof, evenals in 1874. Op 10 mei 1885 lag de organisatie van de derde internationale wielerwedstrijden in handen van de eigen wielervereniging, de Maastrichtse Vélocipèdeclub. In de 1e categorie won de Belg Emile de Beukelaar, gevolgd door Emile (Pim) Kiderlen. Dat jaar volgden in de rest van Nederland voor het eerst kampioenschappen wielrennen. Op de baan in Nijmegen zou de 17-jarige Pim Kiderlen eerste worden. Hij zou hetzelfde jaar in 16 uur en 46 minuten van Rotterdam naar Leeuwarden fietsen, een prestatie die als record werd beschouwd. Naar Engels voorbeeld reed men in club-uniform en was er naast de gebruikelijke bestuursfuncties ook een trompetter. Hieraan namen voornamelijk welgestelde jonge mannen aan deel, al reed af en toe ook een jongedame mee in zo’n gezelschap.
Vanaf 1883 verenigden die lokale clubs zich in de NVB (Het Nederlandsche Vélocipèdisten Bond, in 1885 omgedoopt tot de ANWB met als clubblad De Kampioen. Kampioen in de minder gebruikelijke betekenis als voorvechter ofwel belangenbehartiger, hoewel men wedstrijdrijden aanvankelijk als een goede promotie voor het wielrijden zag. De W in ANWB stond immers voor wielrijders. De ANWB speelde een grote rol in het stimuleren van het fietsen, bijvoorbeeld door het  uitbrengen van een handboek met een overzicht van  goede en veilige routes, horeca  en fietsenwerkplaatsen.
Tegelijk zette zich in deze periode langzaam maar zeker een verschuiving in van recreatief verbruik naar utilitair gebruik. De introductie van de veiligheidswieler maakte dagelijks gebruik mogelijk, voor woon-werkverkeer. Langzaam maar zeker kwamen de eerste dienstfietsers, zoals voor veldwachters of postbestellers.
In 1885 werd voor het eerst een bestaand pad (op de Maliebaan in Utrecht) speciaal aangewezen voor het gebruik door wielrijders. Niet alle wielrijders mochten er gebruik van maken, slechts 45 personen hadden daarvoor van de gemeente een ontheffing had gekregen. En met de duidelijke aanwijzing: op andere paden op de Maliebaan zijn deze wielrijders dus niet welkom.
Rond dezelfde tijd speelde in Amsterdam de vraag of in het Vondelpark gefietst mag worden. Het park was aantrekkelijk om te flaneren en is bovendien goed vlak. Het ging echter regelmatig fout door het medegebruik van wandelaars, die duidelijk nog niet gewend waren aan de wellicht minder behendige wielrijders op fietsen met heel matige remmen. Uiteindelijk kwamen er regels: “Het is dus voortaan verboden in het Vondelpark: (1) te rijden met vélocipèdes niet voorzien van schellen (2) te rijden op wandelwegen (3) herhaaldelijk heen en weer te rijden op den rijweg voor het Paviljoen of op andere door den Opzichter aan te wijzen plaatsen”
In 1886 publiceerde de ANWB routebeschrijvingen voor fietsers en gaf daarbij een beeld van de kwaliteit van de infrastructuur. In 1887 werd het eerste fietsenrek van Nederland geplaatst. De eigenaar van een uitspanning in het Brabantse Schijndel had het voor zijn gasten gemaakt, met een bord vélocipède-station erbij.

### 1890-1900: het begin van de Nederlandse rijwielindustrie en dames op de fiets

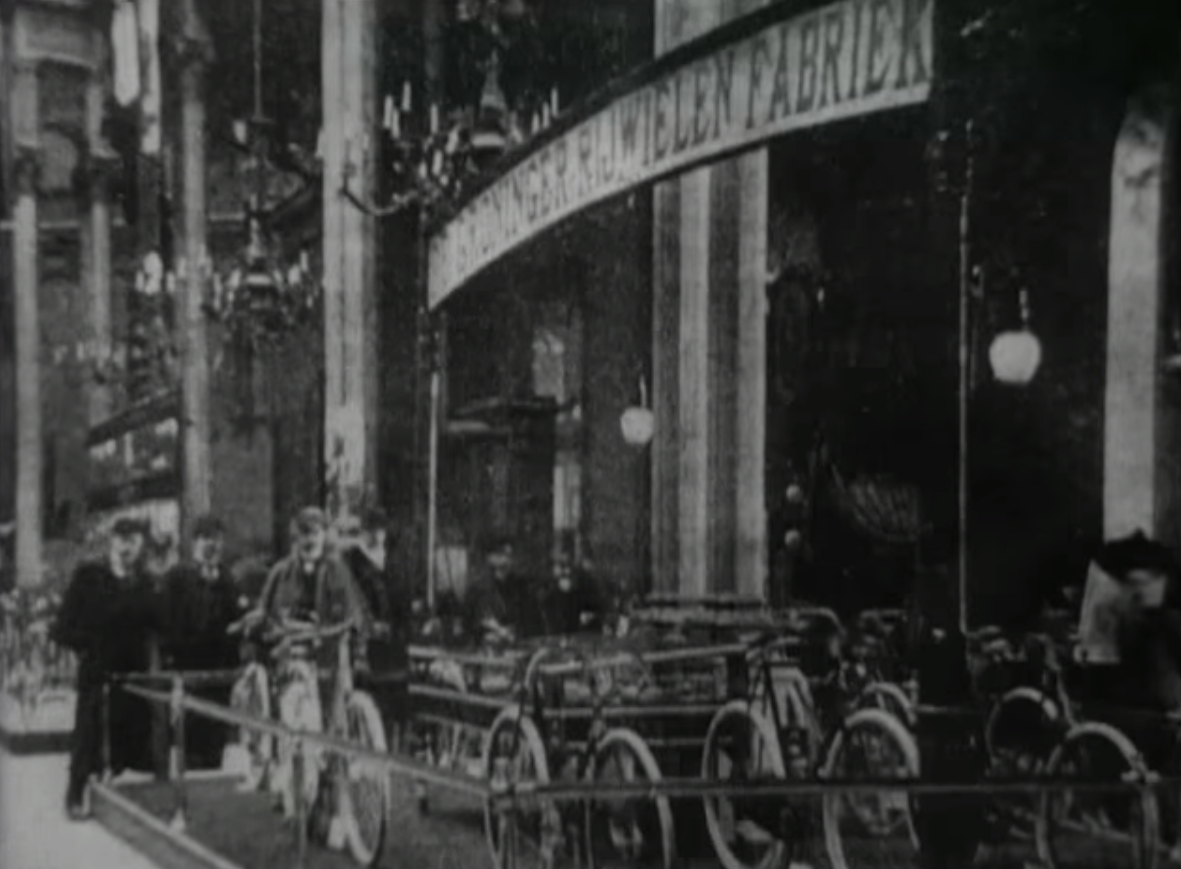
1895, eerste RAI-tentoonstelling Amsterdam in Paleis voor Volksvlijt, met bijna uitsluitend de Rijwielen en nog nauwelijks Auto's. (De I in RAI staat voor Industrie.)

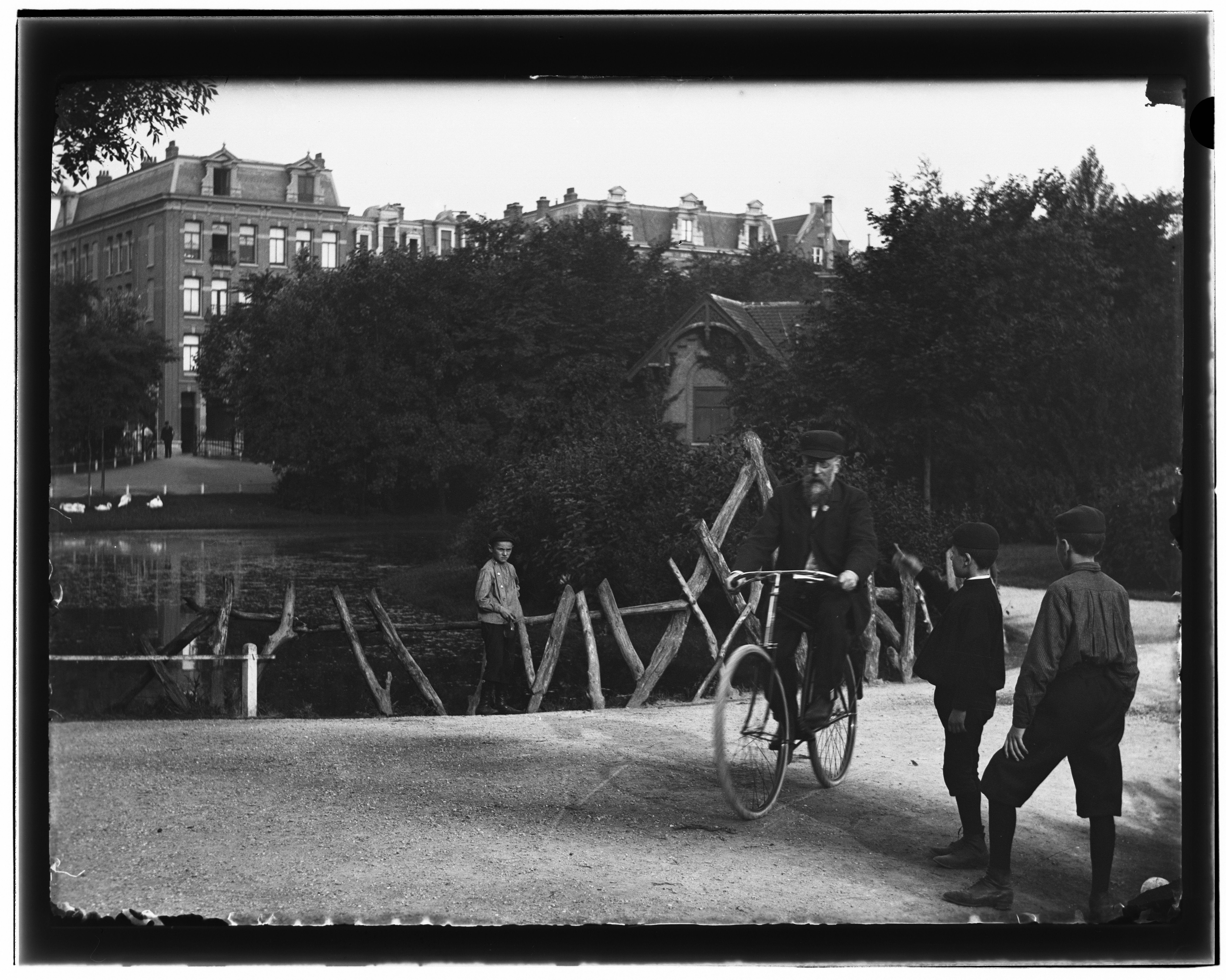
1896, Sarphatipark, Amsterdam schooldirecteur J.D.B. Biengreber op zijn nieuwe rijwiel (foto: Jacob Olie)

De fiets werd in dit decennium verder verbeterd  en zette zijn opmars voort. Langzaam maar zeker ontstond ook een professioneel netwerk van producenten en verkopers en voelden steeds meer mensen zich aangetrokken door de fiets. De rijwielclubs  speelden nog steeds een aanzienlijke rol bij de popularisering van het fietsen, bijvoorbeeld doordat ze  allerlei tentoonstellingen organiseerden.
De belangrijkste technische verbetering aan de fiets in de jaren 1890 was de luchtband, uitgevonden door John Boyd Dunlop en die vanaf 1890 ook in Nederland te koop was. Men moest erg wennen aan die dikke banden die men lelijk vond. Bovendien gingen ze vaak lek en waren ze peperduur: een set banden kostte aanvankelijk 90 gulden; een fiets zelf 200 gulden. Om die reden bood een fabrikant als Burgers nog enige tijd hard rubberen banden aan, en een tussenvorm met de iets zachtere cushionbanden. Naast Burgers kwamen ook Fongers in Groningen, Gazelle (Arentsen en Kolling) in Dieren en Simplex in Utrecht (na 1895 in Amsterdam) met fietsen op de markt.
Eind 1893 werd de vereniging De Rijwielindustrie (RI, vanaf 1901: RAI Vereniging, Rijwiel- en Automobiel Industrie (RAI)) die een jaar later in Amsterdam de eerste nationale rijwieltentoonstelling organiseerde. Het merendeel van de in Nederland verkochte fietsen werd echter uit het buitenland geïmporteerd. Aan het einde van de eeuw was de vorm van het frame (het raam zei men toen nog vaak) vast komen te staan: de ruitvorm van een driehoek van buizen tussen de wielen en een driehoek naar het achterwiel. Het aantal fietsen in 1899 weten we heel precies, dankzij de personele belasting, een belasting op rijwielen: 94.370, waarvan 474 tandems.
In deze jaren stapten meer vrouwen op de fiets. Hoewel het voertuig technisch prima voor vrouwen te gebruiken was, moesten zij door flink wat sociale en culturele barrières heen om als fietsgebruiker geaccepteerd te worden. Een van de problemen was de kleding. In sommige landen was een speciale broekrok (bloomers of rational dress) min of meer geaccepteerd, maar in Nederland was men conservatiever en bleef de lange zwarte rok, die de enkels keurig bedekt liet, de norm tot zeker de Eerste Wereldoorlog. Daarnaast was er het hygiëne- of gezondheidsvraagstuk: dokters vonden bovenmatige inspanning in de zon voor vrouwen (lees: jongedames van stand) niet gepast. Dat duurder tot dat rond 1895 plots omdraaide en het juist als verfrissend en gezond werd aangeprezen.
Het fietsen in wedstrijdvorm - oorspronkelijk een kerndoel van de ANWB - was rond 1895 geprofessionaliseerd. Jaap Eden (in Nederland meer bekend als schaatser) werd in 1895 Wereldkampioen sprint bij de amateurs. De Maastrichtse amateur Harie Meijers werd in 1897 op 17-jarige leeftijd professional. Hij werd bij de wereldkampioenschappen twee keer tweede en een keer derde, en won tal van andere wedstrijden op de sprint. Bij het wielrennen kwamen er in die jaren naast amateurs steeds meer professionele renners. Dat paste niet bij de leden van de ANWB, doorgaans afkomstig uit de gegoede burgerij. Deze leden hadden weinig op met broodfietsers, zeker wanneer er ook nog weddenschappen op werden afgesloten. Eind jaren 1890 ontstond een vereniging voor beroepswielrenners.

## Nederland wordt fietsland: iedereen fietst

### 1900-1910: eerste regelgeving, de doortrapper verdwijnt

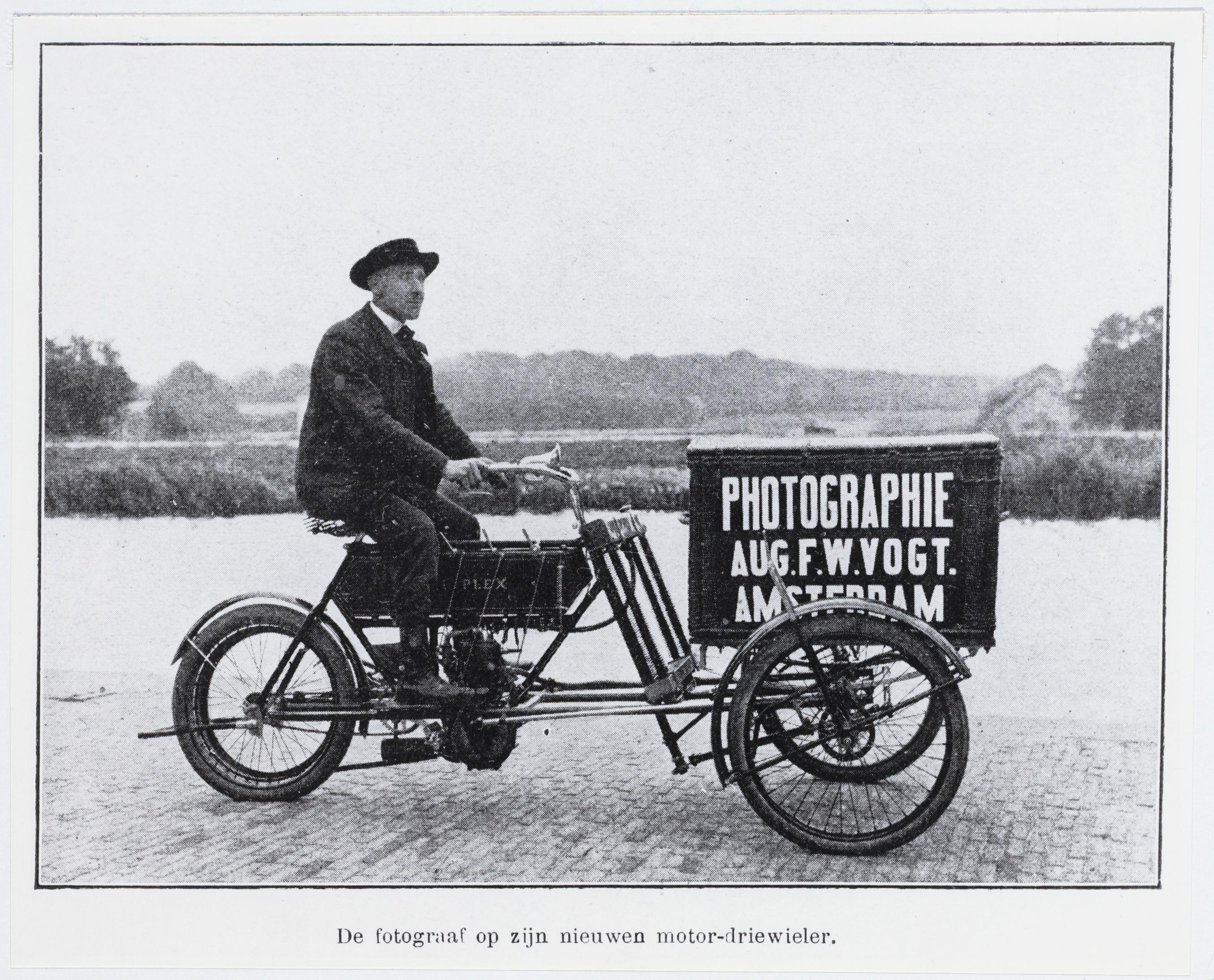
1905, bakfiets voor zakelijk gebruik

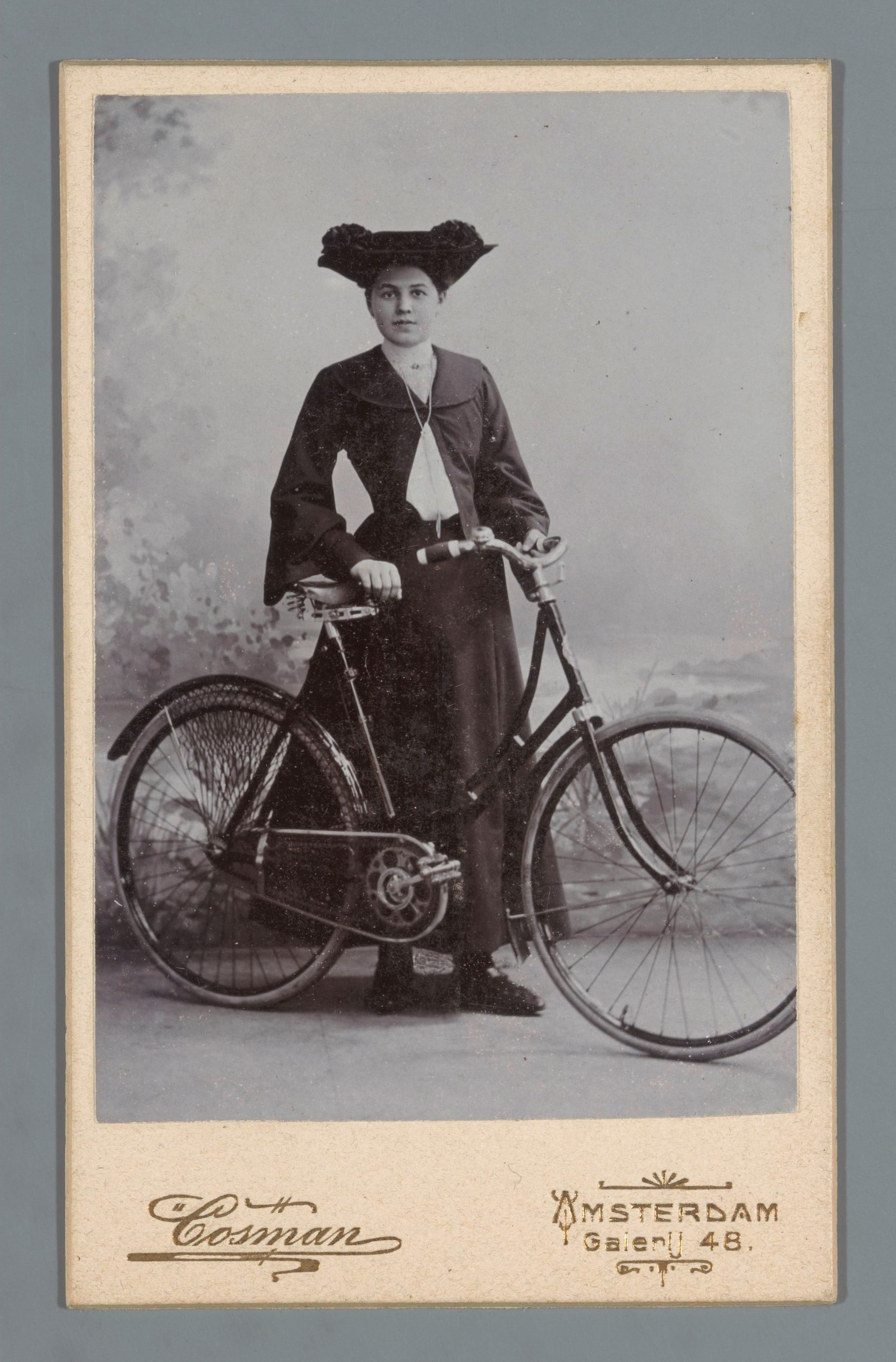
Rond 1905, dame met fiets. Men liet zich in die tijd trots met een nieuw rijwiel fotograferen.

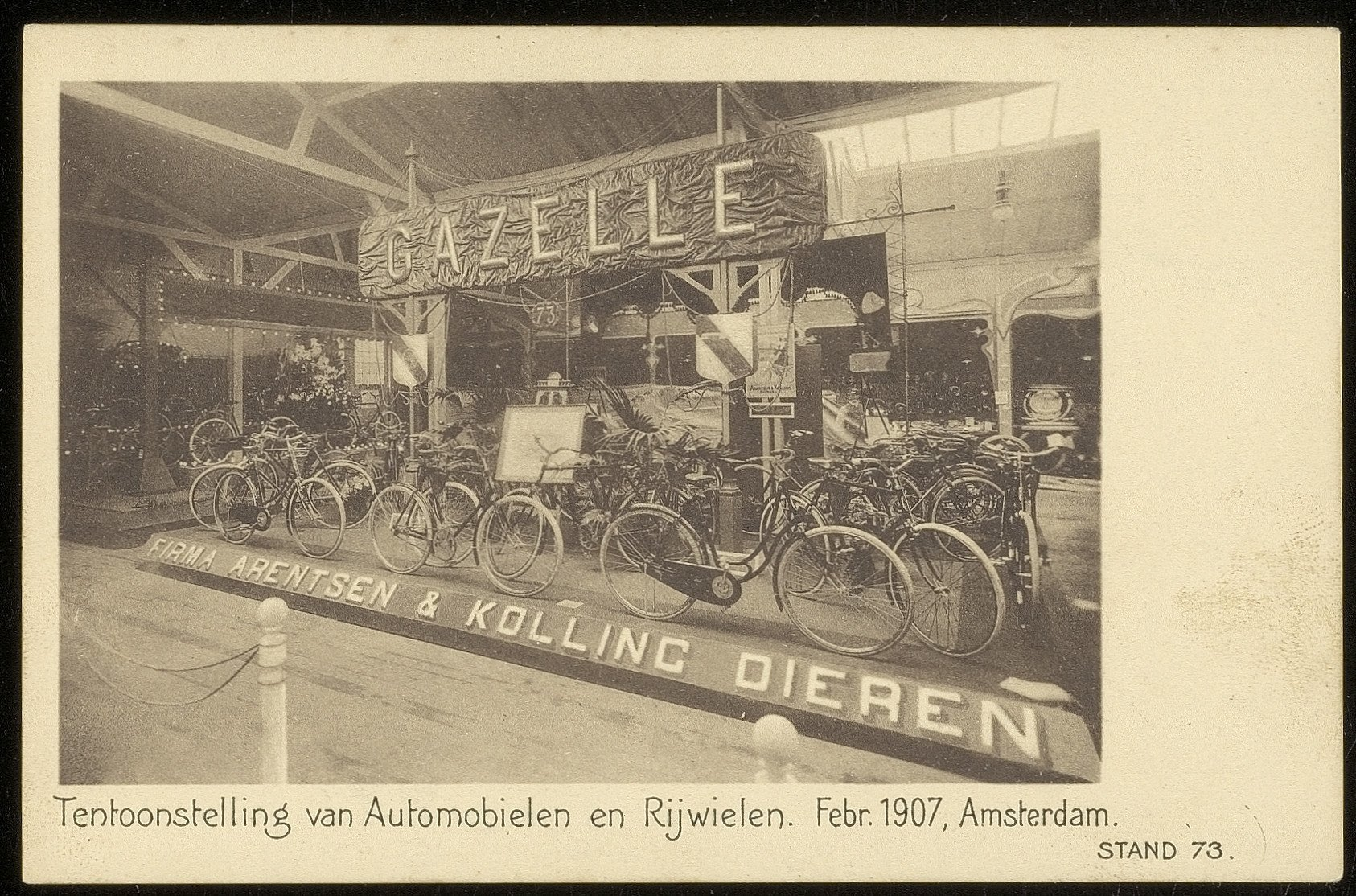
1907, tentoonstelling van rijwielen in de RAI

Door het verder toegenomen gebruikersgemak en lagere prijzen bleef de populariteit van de fiets ook na 1900 toenemen. In 1909 waren er in Nederland 382.418 fietsen. In tegenstelling tot de voorgaande vijf decennia toen het aantal vertienvoudigde was de groei van het aantal fietsen minder. Toch was ze met een verviervoudiging nog steeds fors.
Er vonden in deze periode enkele belangrijke technische innovaties plaats of verspreiden zich verder. In de eerste plaats was dat de vrijloop, waardoor je de trappers kon stilhouden maar wel bleef rijden, en die naar het Engels ook wel freewheel heet. Een fiets zonder vrijloop heette voortaan een doortrapper. In de tweede plaats deed de velgrem met remblokken zijn intrede, in plaats van de rem die op de band drukte. Deze innovaties dateren al van veel eerder, maar vonden hun weg als betrouwbare accessoire voor betaalbare fietsen pas in dit decennium. Ook was het mogelijk om een versnelling te laten monteren. Deze naafversnelling, bijvoorbeeld van Sturmey-Archer of van Sachs-Torpedo, was al vanaf 1903 verkrijgbaar op de duurste modellen. Deze vond in Nederland echter minder aftrek dan in het buitenland, wellicht vanwege het vlakke land.
Een andere vorm van innovatie was het ontstaan van een markt voor tweedehandsfietsen. Tweedehandsfietsen werden wel eerder verkocht, afgaande op advertenties in De Kampioen vanaf 1885, maar dat waren fietsen die qua techniek en gebruiksgemak verouderd waren. In het eerste decennium van de 20e eeuw kon je een prima tweedehandsfiets kopen. Ook nieuwe fietsen werden goedkoper. In 1909 kocht je een eenvoudige fiets van een goed merk voor ongeveer 70 gulden.
Ondertussen verenigden na de gebruikers en de producenten ook de rijwielverkopers  en -herstellers zich in de Bond van Rijwielherstellers- en Handelaren in Nederland (1903) (later herdoopt in de Bond van Rijwiel- en Motorhandelaren in Nederland).
In dit decennium werd fietsen voor steeds meer mensen mogelijk, doordat het steeds eenvoudiger was om te fietsen en de prijzen daalden. In armere gezinnen was er meestal maar één fiets, een tweedehandsje, maar die maakte het voor gezinsleden mogelijk om wat verder van huis werk te zoeken of sociale contacten te onderhouden. De verspreiding van de fiets over alle inkomensgroepen blijkt uit de belastinggegevens: tussen 1899 en 1906 steeg het percentage fietsbezitters uit de laagste inkomenscategorie (ten opzichte van het totaal aantal fietsen) van 21% naar 37%.
In 1901 stond er op de Rijksbegroting voor het eerst een bedrag voor de aanleg van fietspaden (3000 gulden). Voor de regelgeving is de Motor- en Rijwielwet van 1906 van belang. Daarin werden voor het eerst de rechten van de wielrijders erkend en eisen gesteld aan het rijwiel. Het Utrechts Nieuwsblad van 2 februari 1906 meldt: “Nogmaals herinneren wij dat vanaf heden alle rijwielen voorzien moeten zijn van een goedklinkende bel. Het gebruik van een hoorn of ander geluidsignaal dan een bel is nu voortaan absoluut verboden voor alle gewone rijwielen.” Het betekende echter ook het verbod op wielrennen op de openbare weg. Door deze wet moest in deze periode enkele malen het Nederlands Kampioenschap op de weg in België worden verreden.

### 1910-1920: fiets niet langer ‘voorwerp van weelde’; behoefte aan rijwielpaden groeit

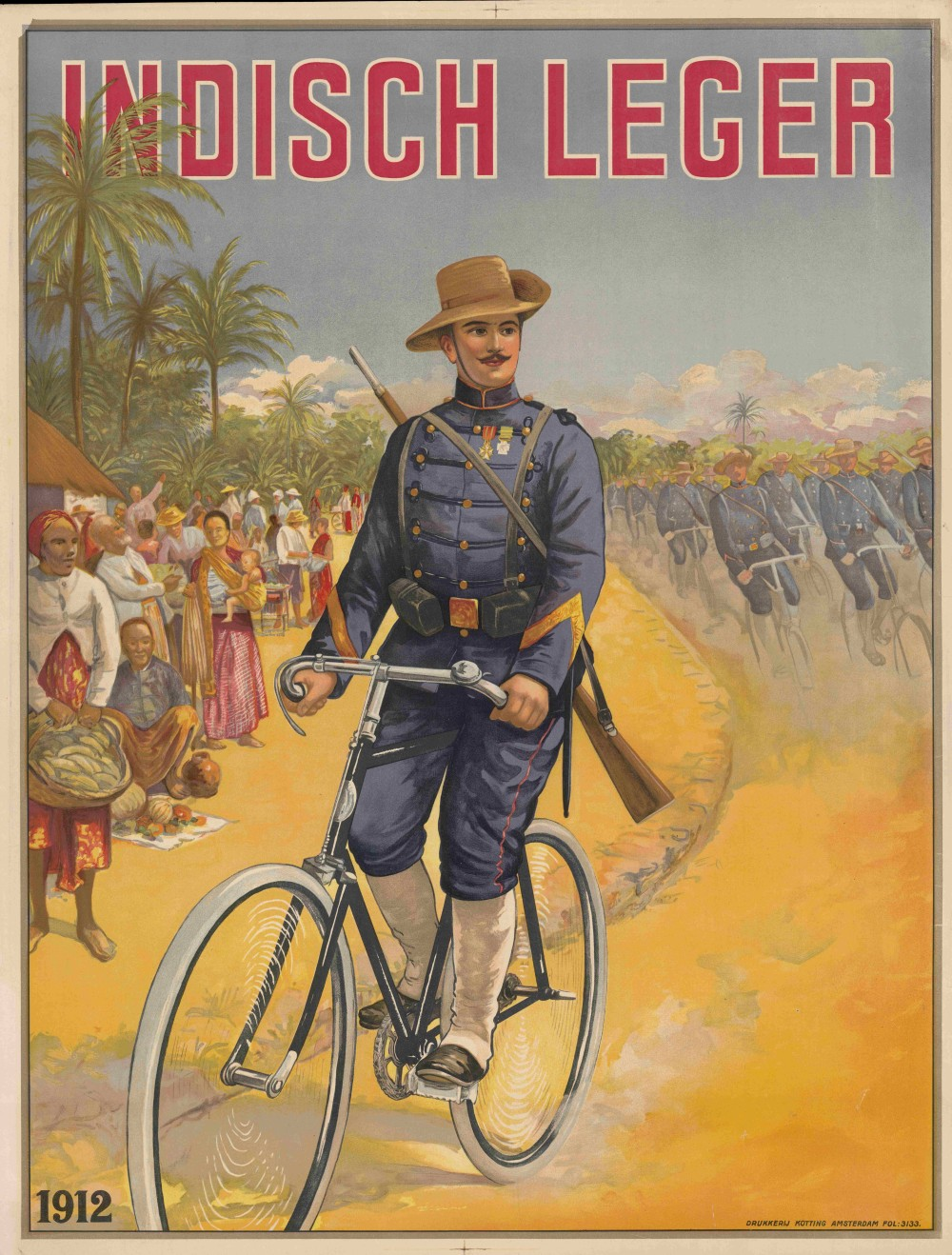
1912, wervingsaffiche Koninklijk Nederlandsch Indisch Leger. (Drukkerij Kotting, Amsterdam)

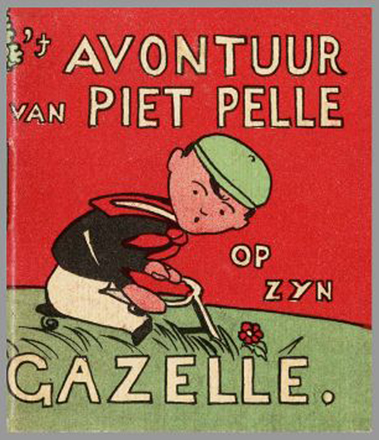
1912, boekje Piet Pelle van fabrikant Gazelle

In dit decennium zijn achteraf gezien de kenmerken vastgelegd die later als typisch voor de Nederlandse fiets werden gezien (Een Dutch bike wordt in het buitenland als een soort fiets beschouwd). Die kenmerken hingen sterk samen met de manier waarop in Nederland gefietst wordt: zo rechtop als mogelijk, dus met een vrij hoog stuur en de stuurbocht naar de berijder toegebogen. Verder was er de terugtraprem en geen versnellingen. Daarnaast een aantal accessoires die steeds meer standaard werden en samenhingen met het praktische gebruik: een gesloten kettingkast en jasbeschermers om je kleren schoon te houden; een bagagedrager - eerst nog van plaatstaal - voor iets of iemand achterop, en ten slotte een standaard voor bij het stallen. Iemand die anno 2020 rijdt op een fiets uit 1920 kan dus in Nederland geheel onopgemerkt op een fiets van 100 jaar oud rijden. Met een auto is dat volstrekt onmogelijk.
Een nieuwe fiets van Nederlands fabricaat was tussen 1910 en 1915 verkrijgbaar vanaf 60 gulden, tijdens de Eerste Wereldoorlog werd het moeilijker en duurder (150 gulden of meer) om een fiets te kopen. In 1919 waren er naar schatting 1.000.000 fietsen in Nederland. In 1910 waren - met elk 300 arbeiders - Burgers en Fongers de grootste rijwielfabrikanten, gevolgd door Simplex met 200.
Vanaf rond 1915 kwam elektrische fietsverlichting op de markt (met dynamo). Tot halverwege de jaren dertig bleef evenwel carbidverlichting naast elektrische verlichting bestaan.
De jaren 1910 kenmerken zich verder door de komst van de zogeheten Rijwielpadverenigingen. Ongeveer vanaf 1913 ontstonden er regionaal groepen die ijverden voor de aanleg, uitbreiding of verbetering van rijwielpaden. De ANWB had zich in 1905 omgevormd tot de Toeristenbond ANWB, maar bleef het recreatieve gebruik van fietsen ondersteunen. Naast de hulp aan de Rijwielpadverenigingen, financieel, maar ook materieel, publiceerde de ANWB in 1917 het handboek Rijwieltochten over Rustige Wegen, samengesteld door G.A. Pos, tweede voorzitter en tevens hoofdconsul van de ANWB. Naar hem is later de Posbank bij Arnhem vernoemd.
In 1919 werd de fiets niet meer gezien als voorwerp van weelde en daarmee buiten de personele belasting (de voorloper van de inkomstenbelasting) geplaatst. De ANWB had hiervoor geijverd. Ook in de ogen van de fiscus was de fiets daarmee een gewoon gebruiksvoorwerp geworden.

### 1920-1930: Nederland is fietsland maar ‘verkeersanarchisme’ dreigt
Na 1920 werd Nederland steeds meer een echt fietsland. Niet alleen waren er steeds meer in Nederland geproduceerde fietsen, ook werd het verkeer steeds meer beheerst door de fiets en kwamen er fietsregelgeving en fietsroutes. 
In de Eerste Wereldoorlog, waarin Nederland neutraal was, konden nauwelijks fietsen worden geïmporteerd. De Nederlandse fabrikanten kregen dus de gelegenheid om hun productiecapaciteit flink op te voeren. Wel was er begin jaren twintig nog wel prijsconcurrentie vanwege spotgoedkope Duitse fietsen, maar daarna nam het aandeel Nederlands Fabrikaat fors toe. Bekende merken waren Batavus (uit 1904), Sparta (uit 1917), Union (uit 1904), Adek (uit 1913), Gruno (uit 1897), Juncker, Eysink (uit 1886), Simplex, Fongers en Gazelle. In 1924 waren er in Nederland 32 ondernemingen met een productie van minimaal 500 rijwielen per jaar, die samen 93.000 rijwielen vervaardigden. Uit het buitenland geïmporteerde fietsen waren vooral de luxueuze Engelse merken zoals Raleigh en Sunbeam (zoals de Golden Sunbeam met oliebad in de kettingkast).
Eind jaren twintig was het aantal fietsen in Nederland gestegen tot 2700.000. In 1927 was een nieuwe fiets van een Nederlandse fabrikant te koop vanaf 75 gulden. Vanaf 1924 moest er (na de afschaffing van de personele belasting toch weer) fietsbelasting worden betaald. Als bewijs van betaling kregen fietsers een  koperen plaatje dat op de fiets bevestigd werd. Er was een vrijstelling voor gezinshoofden met een laag inkomen die de fiets voor hun werk nodig hadden, maar zij mochten dan niet op zondag fietsen. Voor de schatkist leverde de fietsbelasting evenveel op voor het Wegenfonds als de belasting op motorrijtuigen. De kosten van fietspaden waren echter veel lager dan die van autowegen. Bovendien werden fietspaden langs rijkswegen vooral aangelegd ten faveure van het (sneller doorstromen van het) autoverkeer.
Dat in deze jaren Nederland een fietsland was geworden blijkt onder meer uit beschrijvingen van buitenlanders. Een Engelse bezoeker schreef: “Hoewel de reiziger in Nederland weinig gevaar loopt de worden getroffen door een lawine, (....) kan hij in de straten van Amsterdam elk moment worden vermalen onder de genadeloze wielen van honderden fietsen”. In de gemeenteraad beklaagt men zich over verkeersanarchisme en de politie gaat in 1922 over tot een snelheidslimiet in de Utrechtsestraat (van 12 kilometer per uur). Iedereen fietst, ook omdat de tramkaartjes een stuk duurder zijn geworden. Een Amerikaan schreef in 1928: “Verkeer in Holland wordt zo volledig beheerst door de fiets als in Amerika door de auto.(...) De Nederlandse fietser staat nog onverschilliger tegenover de rechten van anderen dan een Amerikaanse taxichauffeur.”
in de jaren twintig kregen veel mensen wat meer vrije tijd en soms vrije dagen voor enige vakantie. Voor sommigen was dat een fietsvakantie waarbij gekampeerd werd. De ANWB (in dit decennium nog nadrukkelijk de belangenbehartiger van de fietser die het eigen land verkent) maakte deze ontwikkeling mogelijk.
Mede omdat het wielrennen op de weg nog verboden was ontwikkelde het baanwielrennen zich in de jaren twintig enorm. Over vijfvoudig wereldkampioen Piet Moeskops schreef Joris van den Bergh een der eerste sportboeken: Te midden der Kampioenen.
De eerste ANWB-paddenstoel dateert uit 1919, maar in de jaren twintig werden ze steeds meer geplaatst op toeristische fietsroutes. In Amsterdam werden in 1925 de eerste fietspaden aangelegd in de van Woustraat, de Rijnstraat en op de Amsteldijk. Overigens was dat niet alleen om de fiets van het autoverkeer te scheiden, maar ook van hand- en paardenkarren. In 1923 bestond het verkeer in Nederland voor 74% uit fietsers en 11% automobilisten
Om de zichtbaarheid van fietsers aan de achterzijde te verbeteren werd per 1 november 1927 (via een Algemene Maatregel van Bestuur) het aanbrengen van een reflector (loodrecht) dan wel een achterlicht verplicht. In de meeste gevallen waren die achterlichten elektrisch, maar het kwam voor dat hiervoor carbidverlichting werd gebruikt, zoals in deze periode nog gebruikelijk naast elektrische (dynamo)verlichting. Met een slang werd het acetyleengas (dat ontstaat uit water en carbid) naar het achterlicht vervoerd.

### 1930-1940: de eerste Nederlanders in de Tour de France en een fietsende koningin

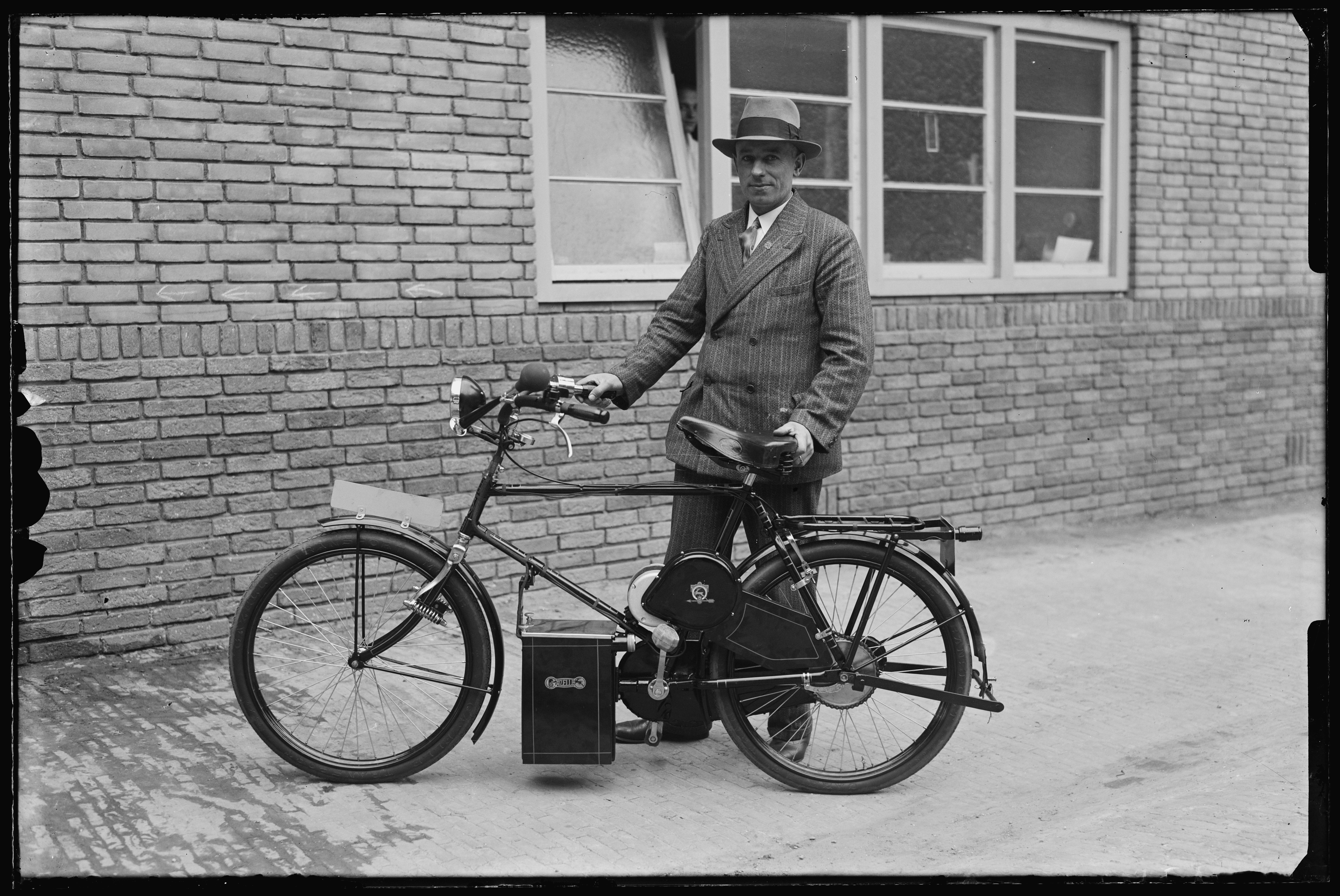
1934, Gazelle Elektro rijwiel

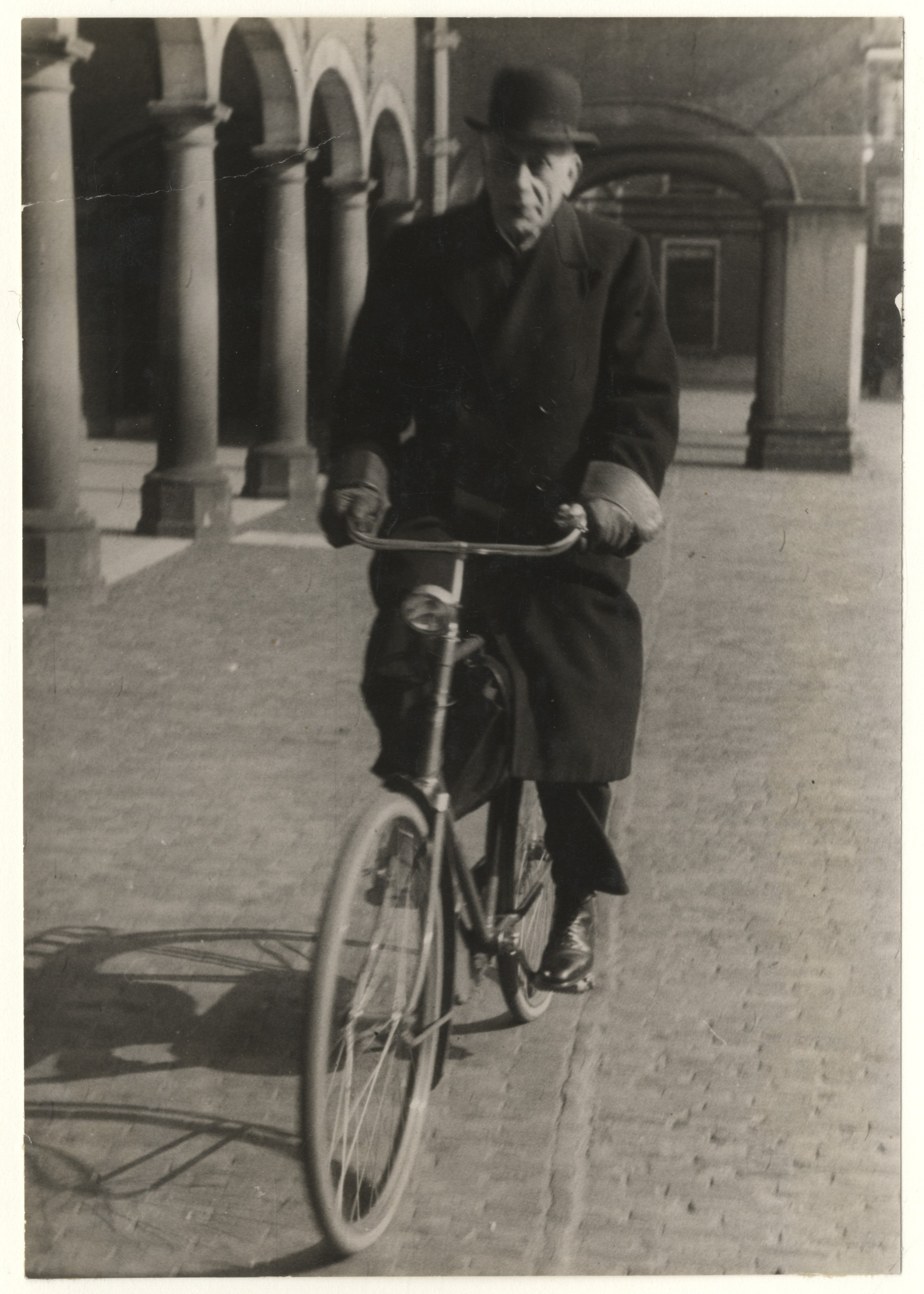
1934, Den Haag (Binnenhof), minister Marchant van Onderwijs

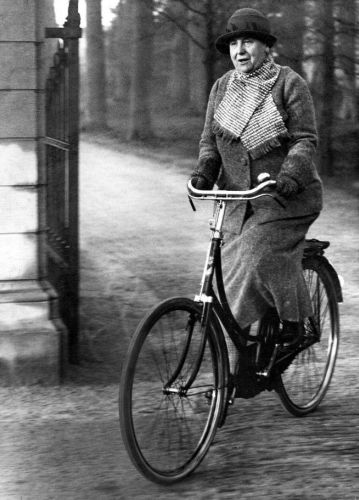
1938, Koningin Wilhelmina op een fiets van Fongers. Haar houding op het rijwiel - keurig rechtop - weerspiegelt precies de Nederlandse manier van fietsen.

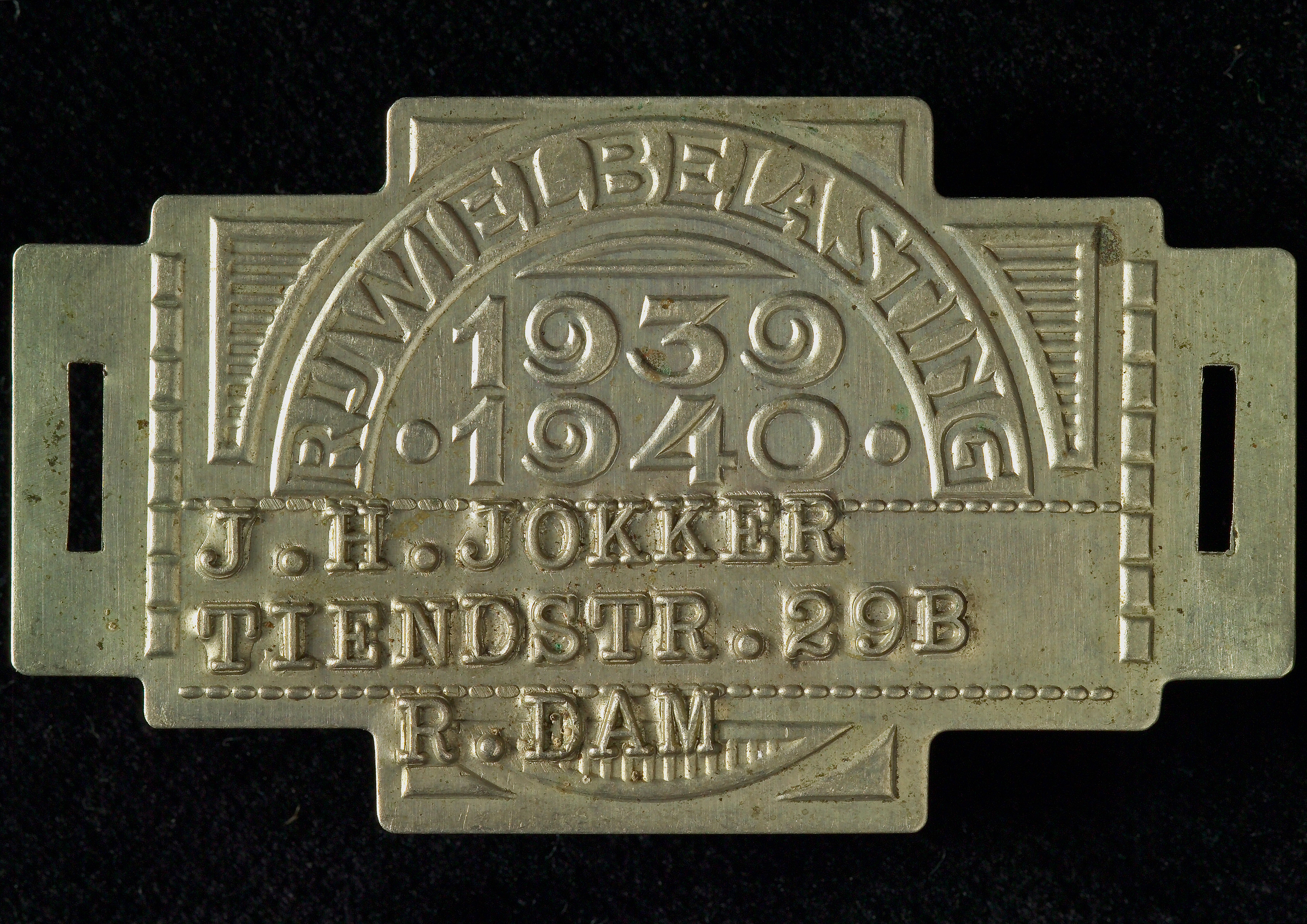
ca. 1939, een belasting- of fietsplaatje. Veel mensen bewaarden hun koperen plaatje in hun portemonnee in plaats van het aan de fiets te bevestigen. Plaatjesdiefstal kwam veel voor.

De ontwikkeling van het vorige decennium zette zich door. Buitenlanders bleven zich verbazen over de enorme hoeveelheid fietsers. Ook het Koninklijk Huis waagde zich aan de fiets, die steeds meer als een typisch nationaal cultuurfenomeen werd gezien.  
Het aantal fietsen in Nederland nam in de jaren 1930 met ongeveer 50% toe tot 3900.000 in 1939. Dat jaar waren er 98.000 personenauto’s in Nederland geregistreerd. Op elke auto waren er dus 40 fietsen. De goedkoopste modellen van Fongers en Gazelle kostten iets meer dan 40 gulden. Alle Nederlandse fietsfabrikanten samen produceerden in de jaren dertig zo’n 400.000 rijwielen per jaar.
Hoewel er in het buitenland wel vernieuwingen op fietsgebied verschenen (zoals aluminium sportfietsen in Frankrijk en (Campagnolo) derailleurs in Italië) hadden die nauwelijks invloed op het aanbod in Nederland. De gewone fiets met stalen frame en terugtraprem voldeed blijkbaar prima. Het was niet voor niets dat de laatste RAI-tentoonstelling waarop fietsen te zien waren in 1925 was gehouden.
Een innovatie van Philips die de tijd te ver vooruit was betrof de elektrische fiets (het ‘Elektro’ Rijwiel). Gazelle, Burgers en Simplex brachten dit rijwiel op de markt met een Varta-accu van 12 volt maar het werd geen succes: het schoot in alle opzichten tekort en was met 243 gulden erg duur. Er werden er maar 200 van gebouwd.
Een opvallende nieuwe fietser was Prins Bernhard, in 1936 de verloofde van Prinses Juliana. Een fotograaf had een Gazelle-tandem geregeld voor wat Hollandse plaatjes van het stel, en dat lukte. Bernhard dacht dat de tandem een geschenk was. Ook koningin Wilhelmina (die in 1898 een fietsverbod had gekregen - te gevaarlijk! - van het kabinet toen ze 18 was geworden) fietste steeds vaker, zoals op het Noordeinde in Den Haag. Volgens een lid van haar hofhouding als “een uiting van haar oprechte wil om zich een rasechte Nederlander te betonen” en volgens een Amerikaanse journalist daardoor “meer één met haar volk dan welke andere vorst ook”
In een vergelijkende studie tussen Nederland en Duitsland tot 1940 wordt nagegaan hoezeer de fiets in Nederland deel uit was gaan maken van de nationale identiteit (‘de meest vaderlandse van alle vervoermiddelen’) terwijl in Duitsland de fiets als ‘Drahtesel des kleinen Mannes’ werd neergezet.
In deze periode deden er voor het eerst Nederlanders mee aan de Tour de France, met in 1936 zelfs een ritoverwinning van Theofiel Middelkamp.
De Nederlanders zelf gingen steeds meer fietsen. Tellingen van Rijkswaterstaat laten goed zien hoe het fietsgebruik tussen 1923 en 1935 groeide. Op het traject Den Haag-Hoornbrug steeg het aantal van 5000 naar 20.000 fietsers per dag. Op het traject Utrecht-de Bilt van 3000 naar 8000. Ook de uurtellingen lieten goed de pieken zien. Op een werkdag in augustus 1937 lag de piek op 600 fietsen per uur, op zondag lag die op 1000 fietsen per uur. Het recreatief fietsgebruik was dus erg populair. Ook veranderde het gebruik door het jaar heen. In 1932 merkte het hoofd van de verkeerspolitie in Amsterdam op: Hoevelen zetten vroeger in oktober als het slechte weer begon hun karretje niet op zolder? Nu is dat niet meer het geval. Eén blik op het verkeer in de wintermaanden schenkt u die overtuiging. Een Franse toerist die in de jaren dertig Nederland met de auto bezocht merkte op dat Nederlandse steden veel onverwachte complicaties boden zoals “millioenen fietsers, omtrent wier gedragingen men geen ogenblik zeker is.”
Qua infrastructuur was het aantal ANWB-paddenstoelen inmiddels gegroeid naar 1450, met name in de toeristische gebieden zoals op de Veluwe (350 stuks). Voor de woon-werk-fietser was van belang dat het aantal fietspaden langs rijkswegen (als onderdeel van het in 1932 aangepaste Rijkswegenplan) was toegenomen tot 2410 km. Ruim de helft daarvan was geasfalteerd, 557 km was betegeld en 97 km had steenslag.
Toch valt op hoezeer de overheid in de jaren dertig vooral investeert in wegen voor de automobiel met een Rijkswegenplan en een Verkeersfonds.
Vanaf 1935 was het in het Motor- en Rijwielreglement voorgeschreven dat de onderste 30 cm van het achterspatbord wit van kleur was. Vanaf 1938 was het verplicht om een rood en reflecterend achterlicht - voorsien van een keurmerk - op de fiets te hebben. Dat was dus een uitbreiding van de maatregel van 1927 om in elk geval een rode reflector te hebben. Vanaf 1936 bood Philips een rijwiellantaarn aan met 4 volt dynamo en bakelieten Philite behuizing voor zowel voor- als achterlicht. Het achterlicht - inclusief het speciale gloeilampje - kostte 47 cent.
Al met al was in de eerste vier decennia van de 20e eeuw Nederland een fietsland waarin fietsen voor iedereen toegankelijk en de fiets onmisbaar was geworden als transportmiddel. Er was een eigen Nederlands type fiets ontstaan, geproduceerd door een eigen fietsindustrie, die, geholpen door de beperkingen van de Eerste Wereldoorlog, een 'Nederlands fabrikaat' fiets ontwikkelde, gesteund en gestimuleerd door organisaties als de RAI en de Bond van Rijwiel- en Motorhandelaren in Nederland. Ook de ANWB speelde hierin een onmiskenbare rol door het stimuleren van recreatieve en andere vormen van fietsen en de hierbij behorende infrastructuur.

## De bezettingsjaren

### 1940-1950: Banden op de bon en fietsenrazzia’s

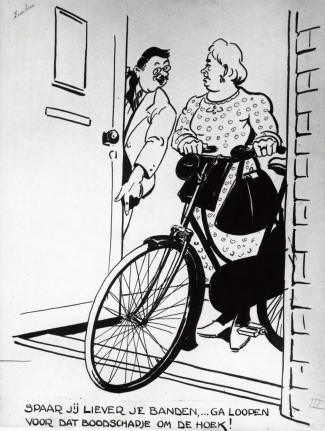
1941, oproep tot zuinig gebruik fietsbanden. Let ook op de koplamp met verduisteringskapje.

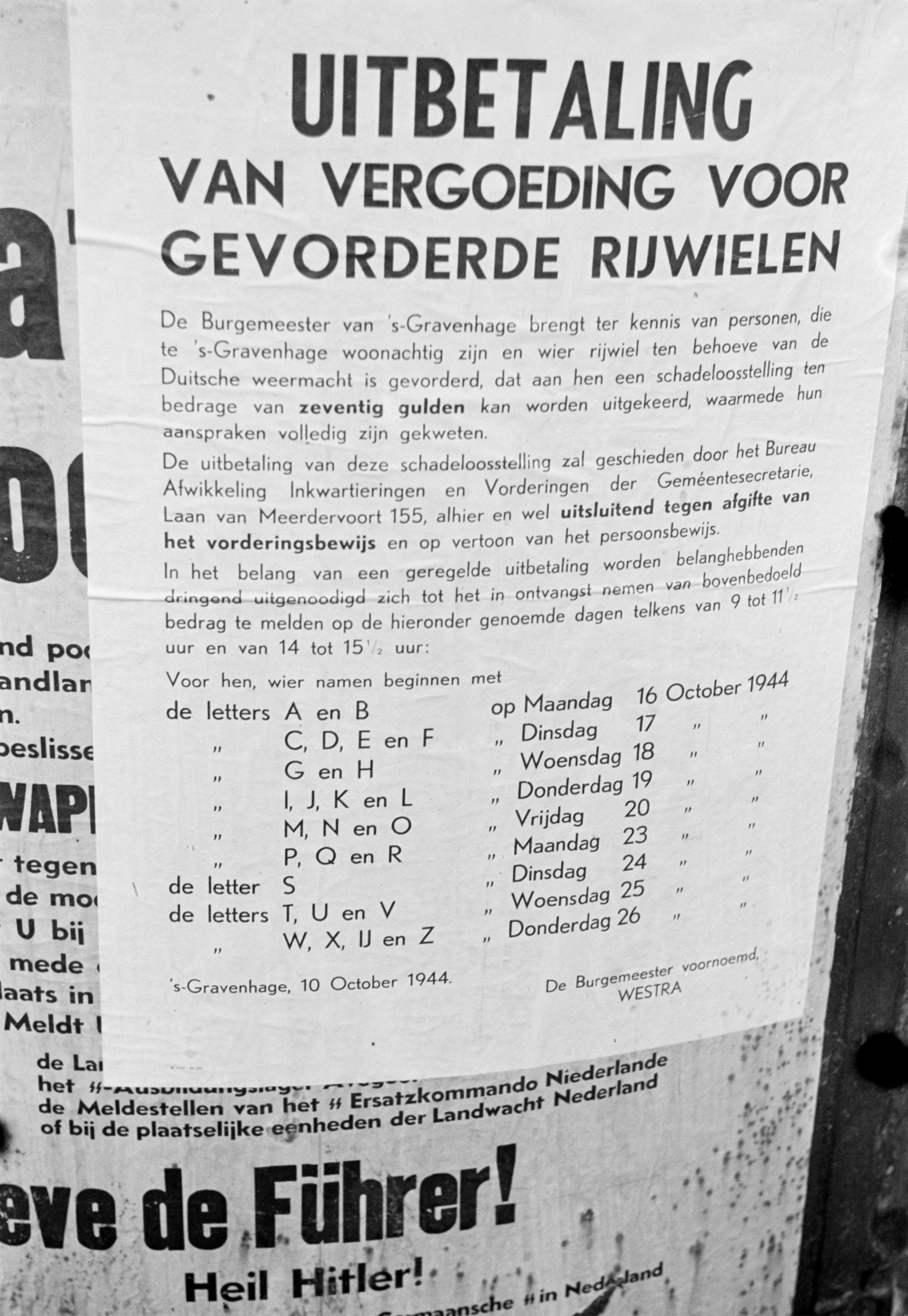
1944, affiche over de schadeloosstellingsregeling voor gevorderde fietsen

De Tweede Wereldoorlog had een groot effect op het fietsen in Nederland.
Als gevolg van de oorlog halveerde het aantal fietsen van ongeveer 4 miljoen in 1940 (op een bevolking van 8 miljoen had dus de helft van alle Nederlands een fiets) naar 2 miljoen (in 1945). De bezetter vorderde vanaf 20 juli 1942 fietsen en de verkoop van nieuwe fietsen lag vrijwel stil. In Amsterdam - met veel etagewoningen - stalden de mensen hun fiets in een buurtfietsenstalling en op die stallingen hadden de Duitsers het gemunt. Door tips van politieagenten hadden veel mensen de dag ervoor hun rijwiel weggehaald. De eerste actie - al snel tot fietsenrazzia omgedoopt - moest 100.000 herenrijwielen opleveren. Voor een gevorderde fiets werd 50 gulden geboden, geen onredelijk bedrag maar de gebruikswaarde lag met de schaarste aan fietsen en het verbod op particulier gebruik van personenauto’s veel hoger. Later volgden nog meer vorderingen waarbij je zelfs op straat je fiets kon kwijt raken en werden ook damesfietsen ingenomen. Joden buiten Amsterdam moesten hun fiets al eerder inleveren. Tot ver na de oorlog was een veelvoorkomende reactie van een Nederlander bij een ontmoeting met een Duitser dat hij zijn fiets terugwilde.
In de meidagen van 1940 speelt het Regiment Militaire Wielrijders een belangrijke rol bij de verdediging van onder andere de Grebbelinie. Hoewel dit regiment voor een belangrijk deel al gemotoriseerd was (met motorfietsen) behoorden ook de fietsende militairen tot de meest mobiele delen van de krijgsmacht.
Het fietsen zelf had in de oorlog al snel te lijden onder het tekort aan fietsbanden. Vanaf maart 1941 waren ze een distributiegoed - dus op de bon - waarbij je de oude band moest inleveren én aantonen dat je minstens 5 kilometer van je werkplek woonde. Op doorgaande wegen werd eind 1943 dan ook 55% minder gefietst dan drie jaar eerder, maar doordat het particuliere autogebruik verboden was steeg in 1941 het fietsgebruik met ruim 30% ten opzichte van 1938.
De bezetter schafte in 1941 de Rijwielbelasting (het Belastingplaatje) af. Onduidelijk is waardoor deze populaire maatregel was ingegeven, misschien had ze te maken met Nederlandse agenten die Duitse soldaten controleerden en beboetten wanneer ze geen plaatje hadden. Na de oorlog keerde de rijwielbelasting niet terug. Ook schaften de Duitsers in december 1941 de regel af dat een fiets van rechts voorrang heeft op een andere weggebruiker. Auto’s van de bezetter moesten waarschijnlijk te lang wachten op al die fietsers (pas in 2001 is deze regel weer teruggedraaid). Een andere nieuwe regel die recht tegen de Nederlandse fietscultuur inging was het verbod op hand-in-hand fietsen.
Toch ging ook het gewone leven op de fiets aanvankelijk door. Niemand minder dan Anne Frank beschrijft hoe flirten op de fiets werkt: “Zodra een jongen mij vraagt of hij met me mee naar huis mag fietsen en daarop een gesprek begint, kan ik er negen van de tien keer van overtuigd zijn, dat de desbetreffende jongeling de lastige gewoonte heeft dadelijk in vuur en vlam te raken en me niet meer uit het oog laat .(...) Als het soms te bont wordt en ze over ‘vader vragen’ gaan bazelen, zwaai ik een beetje met mijn fiets, tas valt, de jongeman moet fatsoenshalve afstappen en na de tas weer afgeleverd te hebben, heb ik al lang weer een ander gespreksthema aangeknoopt.”
Rond 1940 kwam het fietsspel Stap op op de markt, een variant op een Frans autokaartspel. Het Nederlandse fietsspel beeldt goed het recreatieve fietsen uit, met ritten naar de bossen, de zee, de hei en de plassen; de bedoeling van het spel is veel kilometers af te leggen. Het spel kent pechkaarten (lekke band) en gelukskaarten (rijwielhersteller).
In de jaren direct na de oorlog duurde het nog tot 1951 voor het aantal fietskilometers van alle Nederlanders bij elkaar weer op het niveau van voor de oorlog was. In 1946 en 1947 werd zo’n 40% minder gefietst dan in 1938, een logisch gevolg van de schaarste aan fietsen in die jaren.

## Sociaal-technische innovaties en toenemende concurrentie

### 1950-1960: het Nederlandse eitje en een reizigerskilometerrecord

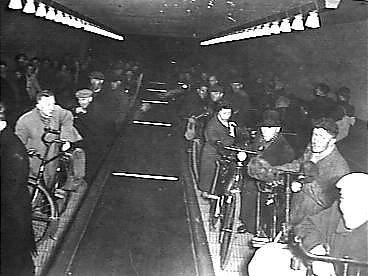
1946, fietsers op de roltrap in de Maastunnel in Rotterdam. Ruim 1300 m lang met houten roltrappen, voltooid in 1942 met 2 tunnelbuizen voor fietsers, apart van auto’s.

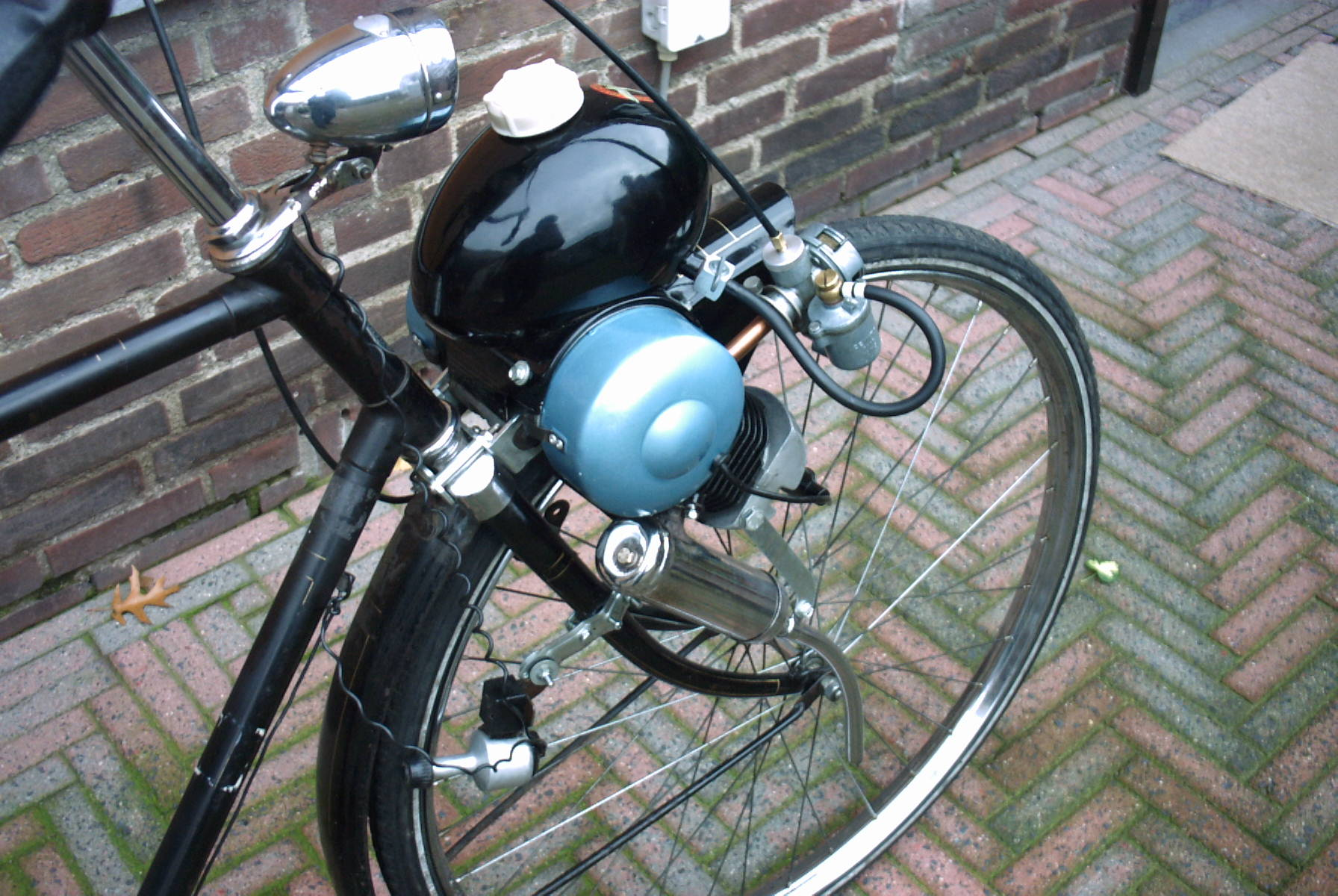
circa 1950, Berini M 13, het 'eitje'

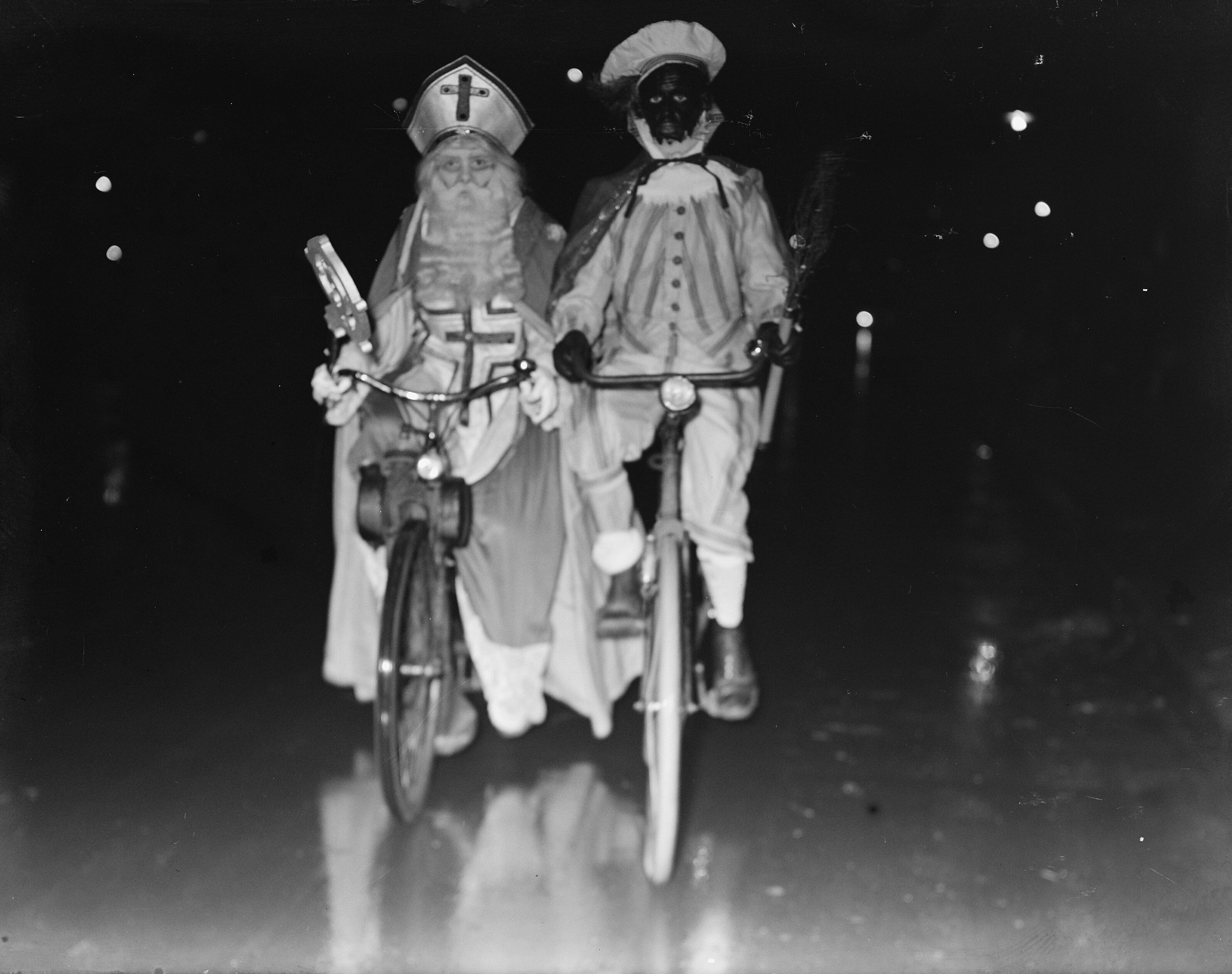
1950, Sint Nicolaas en Zwarte Piet per bromfiets en fiets

In de jaren vijftig beleefde de fiets zijn voorlopig hoogtepunt. Er werden meer kilometers per fiets afgelegd dan ooit daarvoor. Ook viel een Nederlandse stad als eerste stad buiten Frankrijk de eer te beurt te mogen fungeren als startplaats van de Tour de France.
Tot het eind van de jaren vijftig bleef men in Nederland enorm veel fietsen. Tussen 1950 en 1960 telde Nederland zo’n 5 à 6 miljoen fietsen. De totale zogeheten vervoersprestatie (voor personenvervoer uitgedrukt in miljarden reizigerskilometers per jaar) wordt in 1959 geschat op 17.000.000.000 km en is daarmee voor het laatst groter dan die van de auto. 17 miljard betekent per Nederlander 1500 km per jaar, dat is tot nu toe een historisch hoogtepunt. Het grote fietsgebruik leidde ook tot de noodzaak van verkeersonderricht op lagere scholen, waar leerlingen getest werden op hun rijvaardigheid en kennis van de verkeersregels. Met ingang van 1932 konden leerlingen  in de 5e en 6e klas van de lagere school hun  verkeersdiploma halen. De schrijver Anne de Vries schreef samen met de Amsterdamse hoofdinspecteur van de verkeerspolitie A.M. Koppejan speciale jeugdboekjes voor dit 'methodische verkeersonderricht', waarvan de eerste druk in 1956 verscheen. 
In de jaren 50 werd ook het Instituut voor Rijwielontwikkeling opgericht, onder leiding van Ing. J.M.van de Wetering, dat zich bezighield met de verbetering van werkmethoden en technisch vakonderwijs in de fietsbranche en de promotie van fietsgebruik in het bedrijfsleven.
Typisch Nederlands en al gebruikelijk sinds de jaren dertig was het om de bagagedrager te gebruiken voor het meevoeren van een passagier. In vele andere landen is dit verboden. In het vlakke Nederland hoort het onlosmakelijk bij de fietscultuur. Deze gewoonte werd in 1952 vereeuwigd door de populaire zanger Eddy Christiani met zijn nummer Spring maar achterop (Mijn achterband is wel wat zacht, maar ‘t geeft niet, lieve pop).
Voor het eerst in de geschiedenis (dus vanaf 1903) startte de Tour de France in 1954 buiten Frankrijk: De eerste etappe begon in Amsterdam. Burgemeester d’Ailly schudde er de hand van de favoriet Louison Bobet, maar Wout Wagtmans won (in Brasschaat) die etappe. De Nederlandse equipe van Kees Pellenaars werd gesponsord door rijwielfabrikant Locomotief, dat lichte sportfietsen bouwde, een bijzonderheid in die tijd. Dat sloeg aan want tussen 1952 en 1954 verdrievoudigde de verkoop van Locomotief tot 54.000 stuks en bracht men modellen uit met namen als ‘Tour de France’ en ‘Tour d’Italia’ (!)
In de jaren vijftig kwamen er rijwielen-met-hulpmotor op de markt. Uiteindelijk ontstond hieruit de brommer, maar aanvankelijk lag de nadruk op een standaardfiets met een los verkrijgbare hulpmotor. Deze kon boven het voorwiel maar ook naast of in het achterwiel worden geplaatst. Een voorbeeld van de eerste variant is de Berini type M13 (ook wel het eitje genoemd naar de vorm van de tank). Ondanks de Italiaans klinkende naam was dit een Nederlandse innovatie van een fabriek die was opgericht door BErnard Neumann, RInus Bruynzeel en NIco Groenendijk. De motor kon eenvoudig op elke gewone fiets worden gemonteerd en even simpel weer gedemonteerd.

### 1960-1970: de concurrentie met de auto en de opkomst van de vouwfiets

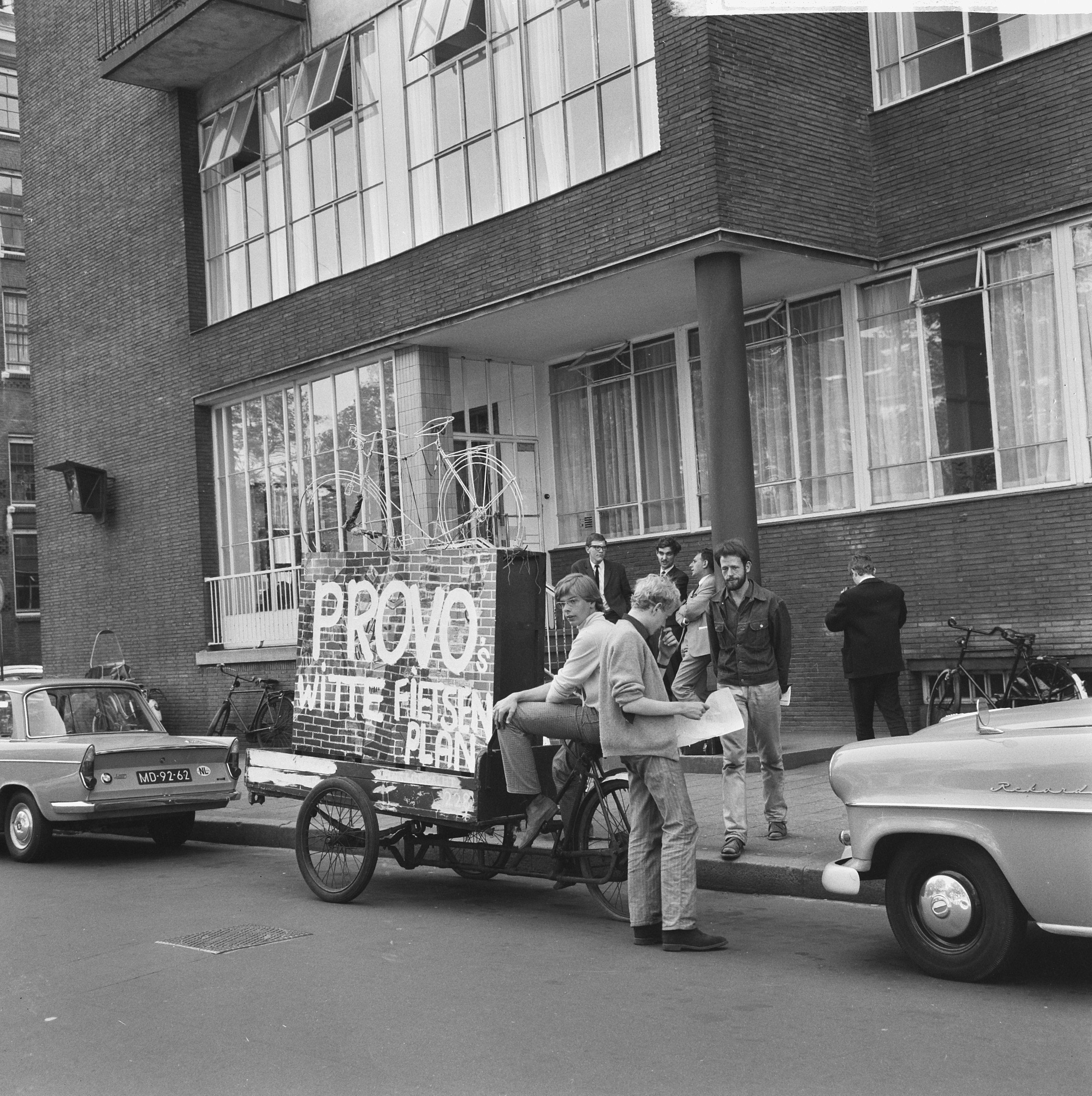
1965, aandacht voor het het witte fietsen plan van Provo

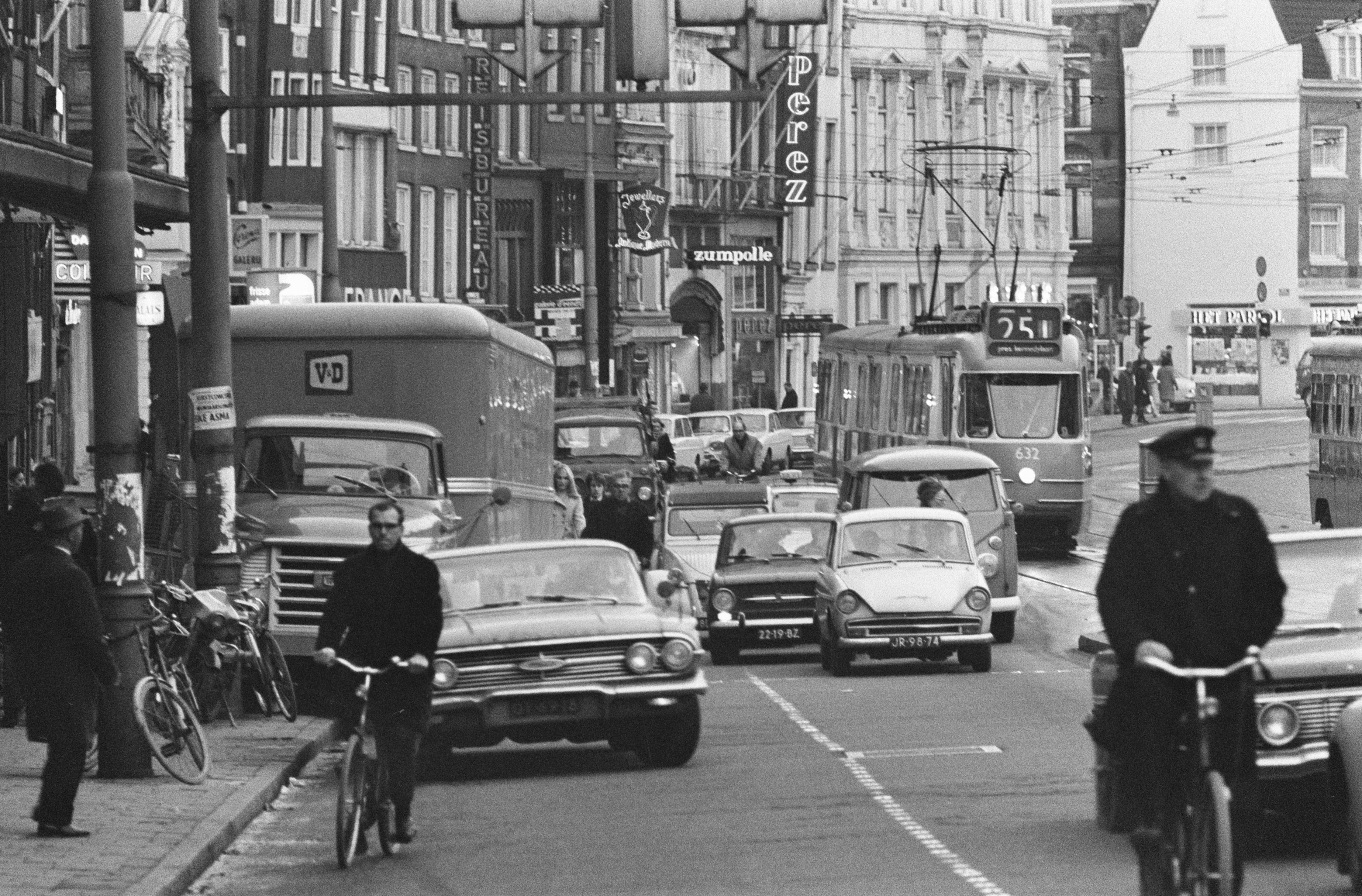
1966, verkeersdrukte en concurrerend ruimtegebruik fietsen en auto's in Amsterdam

De jaren zestig van de twintigste eeuw waren een tijdperk van veranderingen op allerlei gebied. Dat gold ook voor de fiets, die weliswaar nog steeds populair was, maar vaker tegenover de auto kwam te staan. In navolging van de compacte Engelse Moulton fiets ontstond er een trend naar kleine fietsen die handig waren om mee te nemen, bijvoorbeeld in de achterbak van een auto. Deze periode stond in Nederland vooral in het teken van de groei van het autogebruik. 
Op de RAI-Tentoonstelling van 1964 presenteerden de Nederlandse fabrikanten elk hun antwoord op de vraag naar compacte fietsen. Sparta, Batavus en Gazelle (met de Kwikstep) brachten hun vouwfietsen op de markt, Union had met de Strano teruggegrepen op een vooroorlogs Italiaans ontwerp.
In de jaren zestig nam het gebruik van de fiets voor recreatiedoeleinden toe. Er was een groei in het aanbod van sportfietsen met derailleurversnelling. De vroege derailleurs dateerden uit de jaren dertig en hadden gewoonlijk drie versnellingen. Door de populariteit van het wielrennen, kwamen er na de oorlog meer sport- en racefietsen op de markt. Vaak werden deze op maat gemaakt door ambachtelijke framebouwers als RIH en Joco. De derailleurs van de Franse fabrikanten Cyclo en Simplex waren toen favoriet, want zij hadden hun sporen in de Tour de France verdiend. Eerst ging het om vier of vijf, en later met een voorderailleur, om acht of tien versnellingen, De markt voor derailleurs van wedstrijd racefietsen werd midden jaren vijftig overgenomen door het Italiaanse bedrijf Campagnolo. Begin jaren zeventig kwam het Japanse Shimano met hoogwaardige race-onderdelen en een hele range van goedkopere derailleursets. Die kregen een groot aandeel in de groeiende markt voor sport- en racefietsen. Deze fietsen waren vaak kleurrijk en ook in metallic lak verkrijgbaar, waardoor de standaard zwarte fiets steeds meer terrein verloor.
In de jaren zestig was er een enorme concentratie van fietsfabricage in Nederland, want de vele kleine fabrieken konden de (prijs)concurrentie niet aan. Schaalvergroting was dus de oplossing, door middel van overnames en fusies. De fabrieken van Fongers, Magneet, Germaan en Phoenix werden opgeslokt door Batavus. Het aloude Burgers verdween als fabriek (de merknaam werd nog wel doorverkocht) en Locomotief, Simplex en Juncker maakten deel uit van Gazelle (dat in 1971 werd overgenomen door Tube Investments). Ook Veeno verdween, Sparta (samengegaan met Kapteijn) en Union bleven nog zelfstandig.
In Amsterdam werd in 1967 in de gemeenteraad door provo gepleit voor (gratis) witte fietsen om  de positie van de fiets te versterken. Dit plan is later in aangepaste vorm overgenomen in het Nationaal Park De Hoge Veluwe.
In 1970 waren er in Nederland ongeveer 7,3 miljoen fietsen. De concurrentie met de sterk groeiende automobiliteit om de in Nederland altijd schaarse factor ruimte viel echter in het nadeel van de fiets uit. Dat werd verstrekt omdat de overheid eigenlijk geen fietsbeleid had. Ook aanpassingen in de infrastructuur werden vaak ten gunste van het snelverkeer gemaakt. In 1983 schreef het verantwoordelijk Ministerie van Verkeer en Waterstaat hier zelf over: “In de jaren 1960-1975 is een grote achterstand ontstaan in de aanleg van fietsvoorzieningen.(...) Als gevolg van deze achterstand is met name het utilitaire fietsverkeer sterk in de verdrukking gekomen”.

## Fietsers in de knel, protest en nieuwe groei

### 1970-1980: fietsers in de knel: de ENWB als nieuwe belangenclub

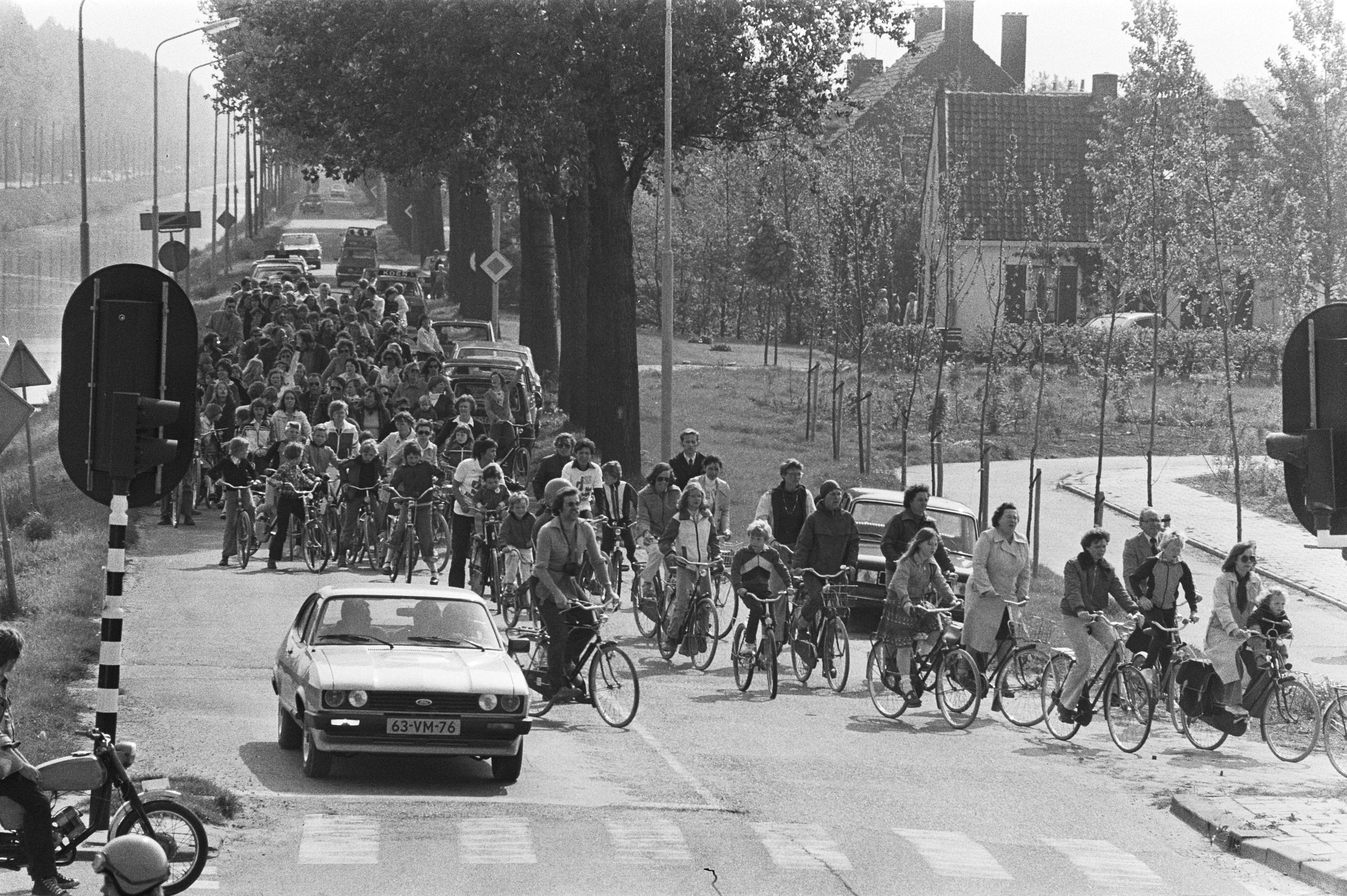
1978, schoolkinderen protesteren tegen uitblijven van fietspaden bij Hoofddorp.

Het aantal fietsen in Nederland nam in deze periode nog steeds toe, maar de concurrentie met de auto hield aan en leidde tot een nieuwe belangenorganisatie voor fietsers.
In 1972 werden er voor het eerst meer dan 1 miljoen nieuwe fietsen verkocht. Het totaal aantal fietsen lag in 1977 op 8,5 miljoen.
Toch raakte in de loop van de jaren zestig en zeventig de fiets steeds meer in de knel omdat behalve het fietsverkeer ook het autoverkeer bleef groeien.
De fietsers, met name in stedelijke gebieden, vroegen steeds nadrukkelijker aandacht voor hun belangen. Nieuw was het argument dat  auto's  milieuvervuilend waren, en de fiets niet.
Met name voor het belang van de utilitaire fietser (die de fiets voor woon-werkverkeer gebruikt) ontstond de ENWB, de Eerste Enige Echte Nederlandse Wielrijders Bond. De naam was een duidelijk signaal naar de ANWB, die in de ogen van de ENWB onvoldoende voor de fietsers opkwam. Na juridisch getrouwtrek moest de ENWB de naam veranderen in Echte Nederlandse Fietsersbond, ENFB, waarbij het speelse "eerste enige" verviel. Later werd de naam Fietsersbond. Net als andere groepen in de jaren zeventig koos deze vaak voor (ludieke) acties.
Opvallend zijn de verschillen en overeenkomsten tussen ANWB en ENWB. Bij de ANWB-leden stond in 1883 recreatief gebruik voorop, bij de ENWB-leden was dat utilitair gebruik. Toch waren ze beide succesvol door hun concrete en lokale aanpak. De ANWB had in de 19e eeuw consuls in verschillende steden, de ENWB leunde eigenlijk op dezelfde manier sterk op de kracht van lokale afdelingen.
In 1973 bracht Boudewijn de Groot het album Hoe sterk is de eenzame fietser uit, met in het nummer Jimmy een ode aan het doorzettingsvermogen van de Nederlandse fietser bij tegenwind. Op de hoes zit zijn zoon Jimmy in het voorzitje. 
Het fietsgebruik was in de tien jaar tussen 1964 en 1974 flink afgenomen en de periode 1974-1977 was het dieptepunt wat betreft het aantal afgelegde fietskilometers (ongeveer 700 km per persoon per jaar). Voor de sterk groeiende bevolking waren groeikernen tot ontwikkeling gekomen waarbij vooral op auto-forensisme was ingezet. Na 1977 nam het fietsgebruik (uitgedrukt in kilometers per jaar) weer langzaam toe.
Dat fietsers vergeleken met automobilisten kwetsbare verkeersdeelnemers waren, bleek uit de cijfers van verkeersslachtoffers. In 1972 was de top bereikt met 3.264 verkeersdoden en 70.000 gewonden. 43% van de gewonden was fietser. Op het gebied van fietspaden waren er midden jaren zeventig twee initiatieven: in Tilburg en Den Haag werd een zoveel mogelijk kruisingsvrij, doorlopend (rood asfalt) fietspad aangelegd. In de praktijk waren de gebruikers tevreden, maar het leidde niet tot meer fietsgebruik. In de evaluatie concludeerde men dat voor echte groei een (stedelijk) netwerk van fietspaden nodig was.
In de tweede helft van de jaren 70 werd door de plaatselijke afdeling van de Fietsersbond in Leiden voorgesteld om bij stoplichten de fietsers over de hele breedte vooraan te laten staan. Dit heet inmiddels een OFOS (Opgeblazen Fiets Opstel Strook) en wordt niet alleen in Nederland maar wereldwijd toegepast.
Hoewel het fietskamperen reeds in de jaren 30 sporadisch door Nederlanders werd beoefend als vorm van recreatie, kwam na eind jaren 70 ook de fietsvakantie steeds meer op. Deze vorm van buitensport kreeg eerst aandacht op de Tweewieler-RAI. Later zou ook de  Jaarbeurs Utrecht jaarlijks een Fiets- en Wandelbeurs organiseren.

### 1980-1990: lichtere, snellere fietsen en beleid voor meer fietspaden

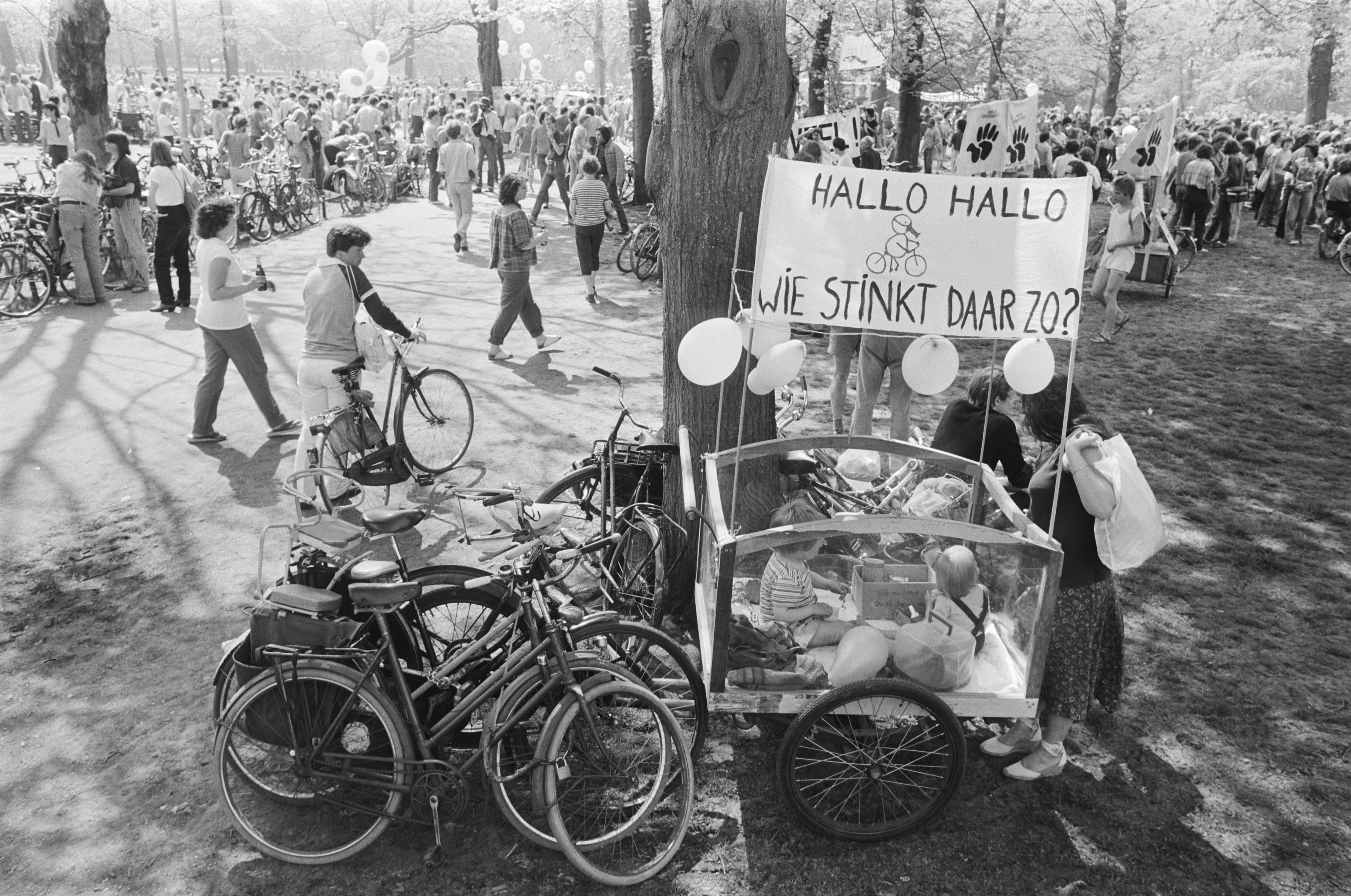
1982, fietsdemonstratie in Amsterdam tegen wat werd genoemd de autoterreur, ongeveer 15.000 deelnemers

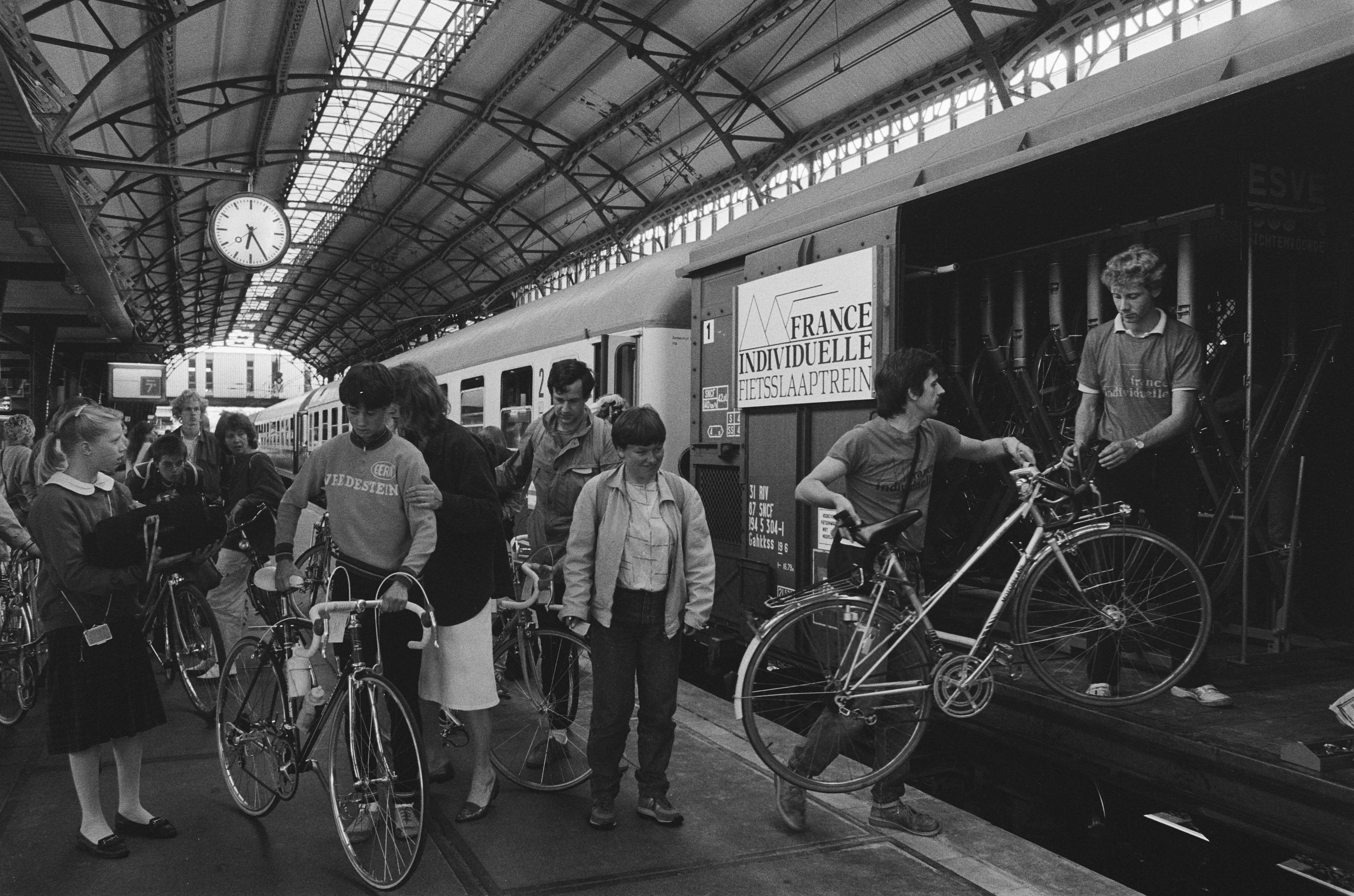
1985, minister Smit Kroes geeft vertreksein voor eerste fietsslaaptrein naar Frankrijk.

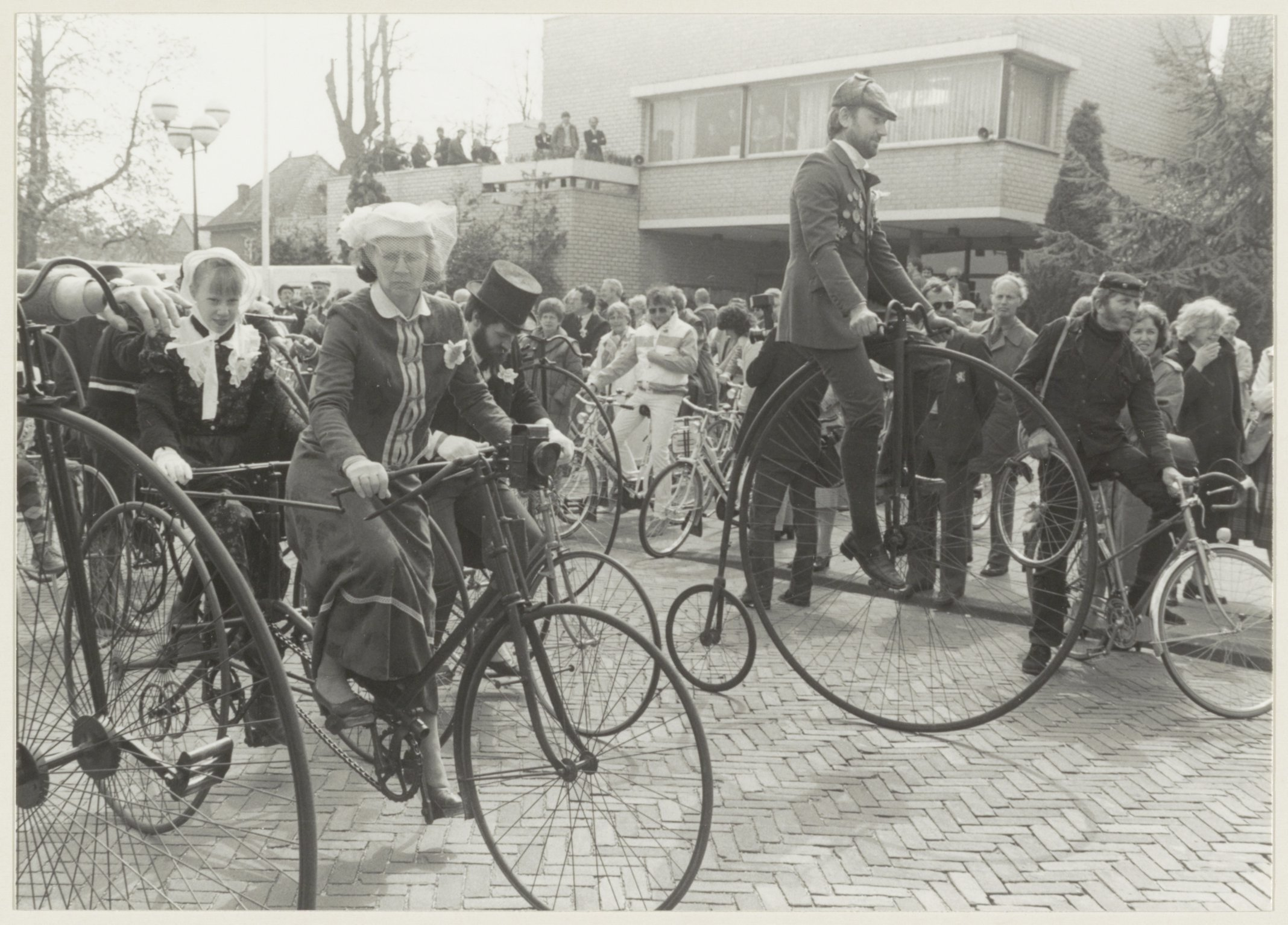
1985, 100-jarig A.N.W.B. jubileum herdacht met een tocht per vélocipède, de vélocipède-berijders bij het vertrek vanaf het raadhuis in Bennebroek.

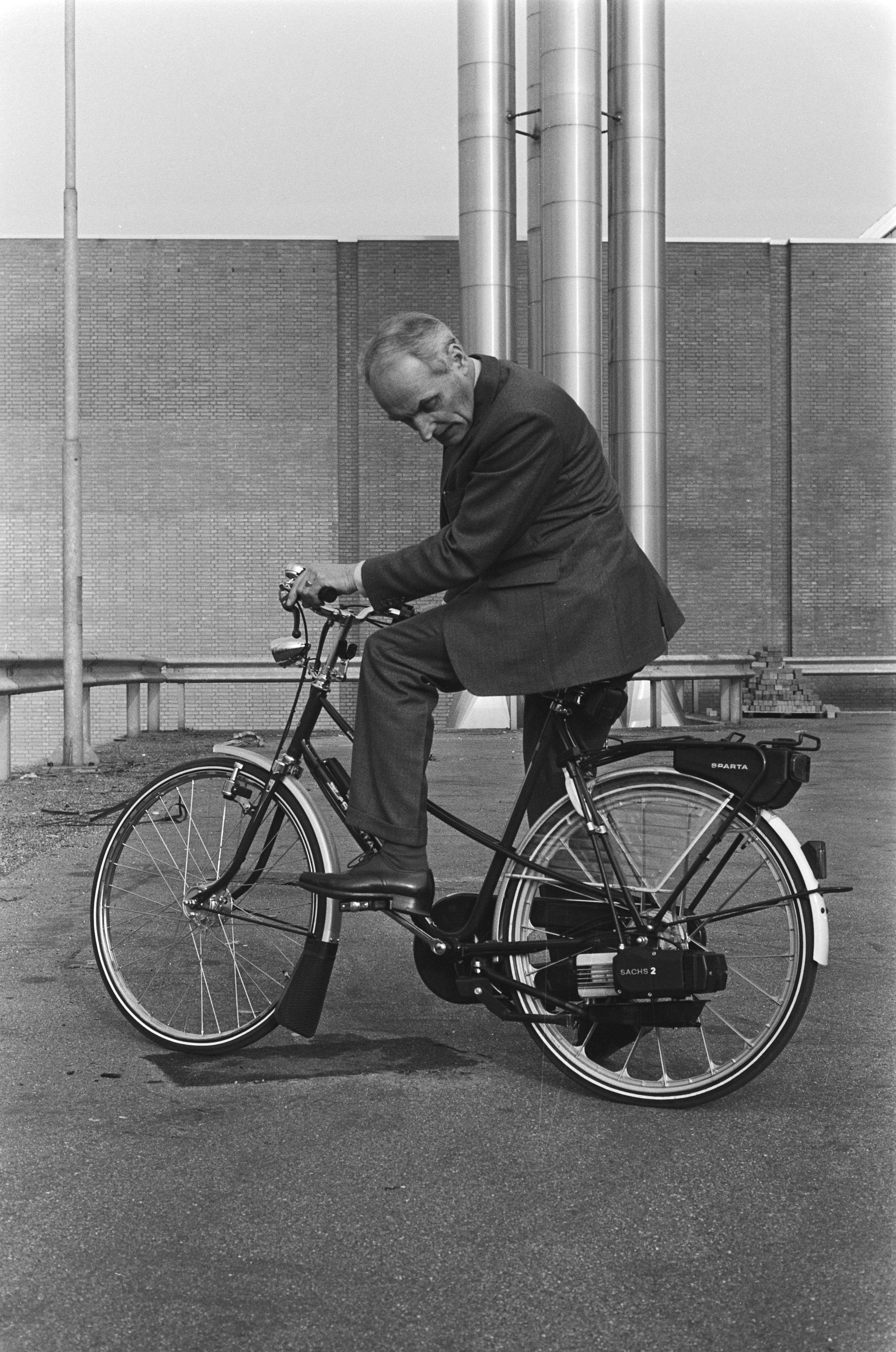
1986, fiets met motor Spartamet wordt getoond op de RAI.

In de jaren 1980 steeg de populariteit van snellere fietsen. Tegelijk erkende de overheid dat de infrastructuur tekortschoot en zag ze zich genoodzaakt hieraan serieus aandacht te besteden.
In dit decennium kwam er meer belangstelling voor fietsen met versnellingen. Deze randonneursfietsen waren beter geschikt voor langere fietstochten en fietsvakanties in het buitenland. Ook hadden ze mogelijkheden voor bepakking op beugels naast de voorwielnaaf en fietstassen op de achterdrager en waren ze voorzien van een licht frame en geschikt om met zware bepakking steile bergen te beklimmen.
Een tweede nieuwe fiets die op de markt kwam was de Spartamet. Opnieuw een fiets met hulpmotor, want de bromfiets was inmiddels zo ver doorontwikkeld dat het steeds meer een lichte motorfiets was geworden. Dit product van fabrikant Sparta had naast het achterwiel een kleine benzinemotor en was tot aan de doorbraak van de e-bike de enige vorm van fiets met trapondersteuning.
Het fietsen zelf zit weer in de lift, met een stijging van het aantal fietskilometers (tussen 1976 en 1983) met 35%. Het aantal fietsen in Nederland stijgt naar 14.570.000 in 1990.
In het Structuurschema Verkeer en Vervoer van het rijk uit 1980 kwam voor het eerst het langzaam verkeer aan de orde. Lopen en fietsen moet gewaardeerd worden, middels verbetering en aanleg van fiets- en voetpaden. In de 10 jaar tussen 1978 en 1988 komen er veel kilometers fietspad bij: van 9.300 km naar 16.100 km is een groei van 73%, terwijl het wegennet voor auto’s maar met 11% groeit. Een echte inhaalslag dus. Samengevat: “Burgers pakken eerder de fiets omdat ze op de eigen infrastructuur doorgaans minder oponthoud ondervinden en zich er veiliger voelen dan in situaties waarin ze de ruimte moeten delen met snel rijdend autoverkeer”.

### 1990-2000: fietsendiefstal serieus probleem en het Masterplan Fiets

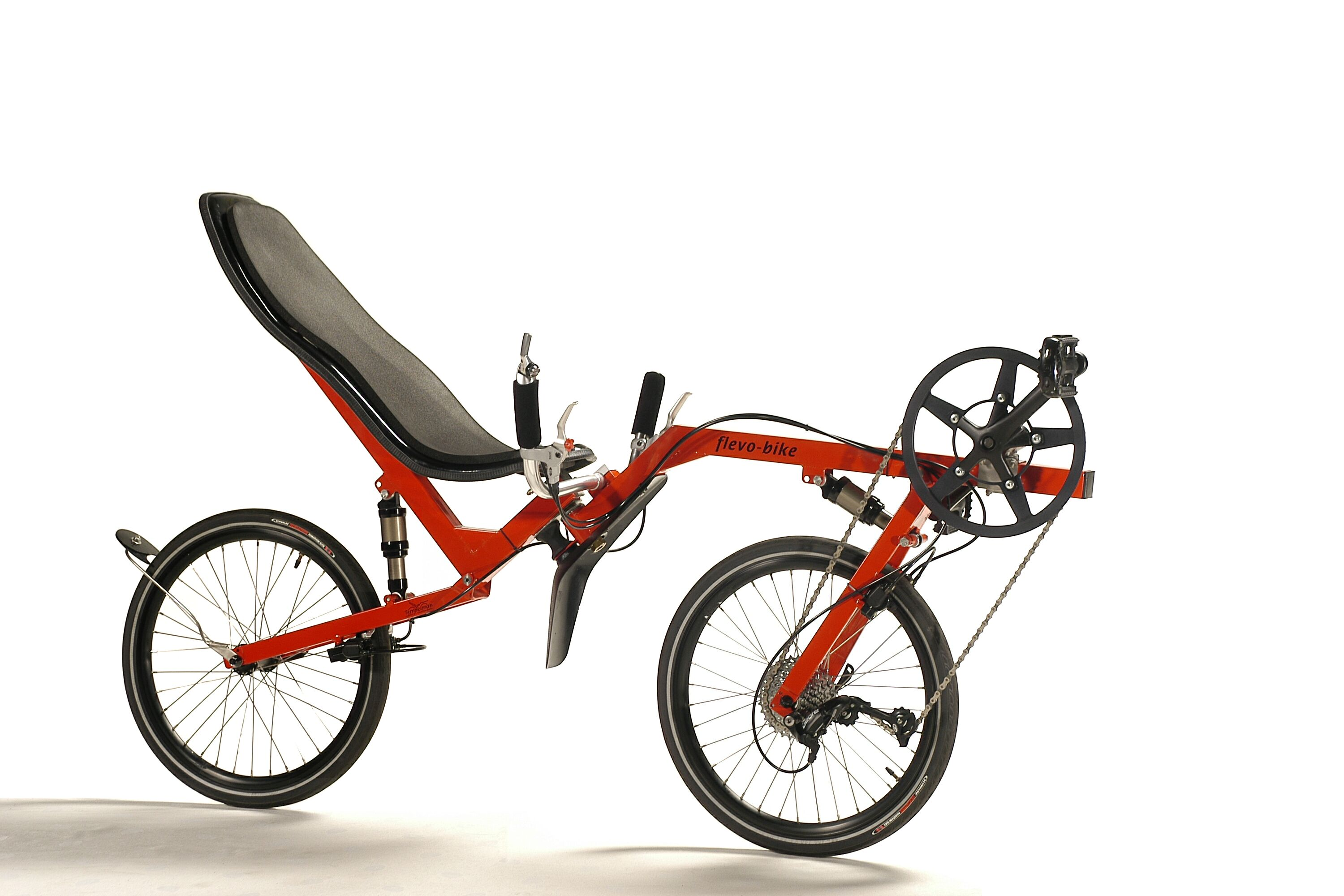
ca. 2000, een ligfiets van het merk Flevobike. Let op de voorwielaandrijving en de twee delen van het frame.

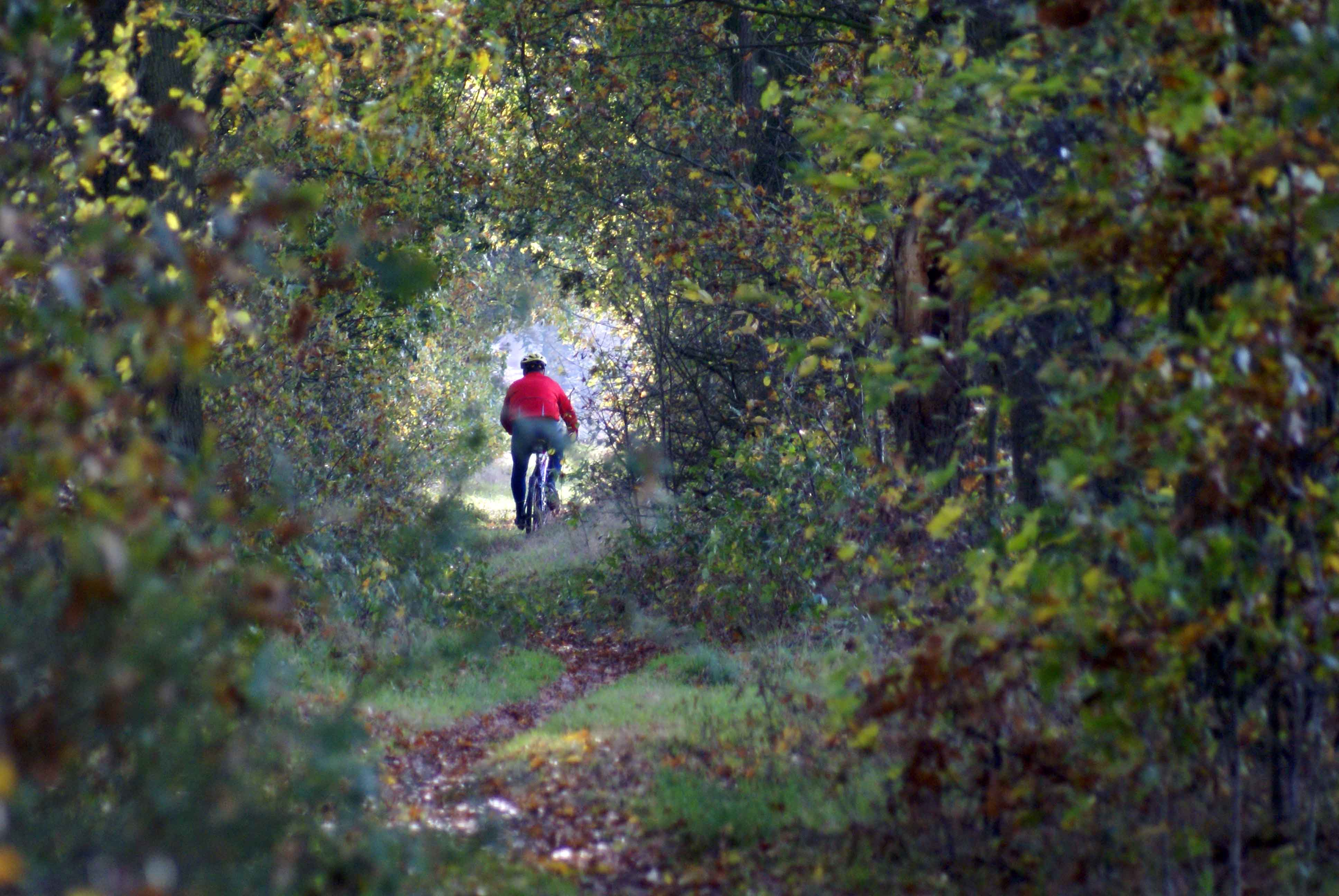
2010, het fietsen op de mountainbike wordt vanaf 1990 populairder (pad Visdonk te Roosendaal).

In de jaren 1990 kreeg het overheidsbeleid verder vorm. Ondertussen dienden zich andere fietstypen aan en veranderde daarmee ook het gebruik. 
Allereerst nam de populariteit van de mountainbike, ook wel MTB of ATB (All Terrain Bike) genoemd, toe. Deze was overgewaaid uit de Verenigde Staten, waar liefhebbers in de jaren zestig en zeventig een nieuw type fiets hadden ontworpen. Later werd deze fiets door fabrikanten geproduceerd en bereikte ze ook Nederland. In 1988 werden voor het eerst de Nederlandse kampioenschappen mountainbike georganiseerd. Na de Gouden Olympische medaille tijdens de Olympische Spelen van 1996 in Atlanta door Bart Brentjens won dit type fiets aan populariteit in Nederland. Met deze fietsen die waren voorzien van voorvering, was het mogelijk buiten de gebaande (bos)paden te fietsen.
Daarnaast was er de ligfiets. Hoewel de eerste ligfietsen al rond 1930 waren ontworpen werden ze vooral in de jaren negentig verder ontwikkeld. In Nederland zijn vooral M5 (Middelburg, vanaf 1983, gericht op snelheid) en Flevobike (Dronten, vanaf 1990, uniek frame) gerenommeerde merken van het eerste uur. Ondanks de aerodynamische voordelen (met minder moeite meer snelheid) is de ligfiets er nooit in geslaagd om buiten een kleine groep enthousiastelingen door te breken naar het grote publiek. De NVHPV (opgericht in 1984, Nederlandse Vereniging Human Powered Vehicles) richt zich op snelheidswedstrijden met aerodynamisch verbeterde fietsen.
Eind jaren negentig kwamen ook de eerste elektrische fietsen van Nederlands fabricaat op de markt. Sparta bracht de Pharos in 1998 op de markt, gebaseerd op de PAS (Power Assist System)technologie van Yamaha. Datzelfde jaar kwam Batavus met de E-GO.
In 1995 werden rond de 1,3 miljoen fietsen verkocht. In 1998 gingen de fabrieken van Batavus en Sparta deel uitmaken van de Accell Group, een op dat moment grote fusie op fietsgebied. Het grote aantal fietsen had ook een keerzijde. Zeker in studentensteden was fietsendiefstal al decennia een serieus en hardnekkig probleem. Ook gedurende dit en het daarop volgende decennium zou het maar mondjesmaat afnemen. Op basis van schattingen van de politiemonitor werden er in 1995 bijna evenveel fietsen ontvreemd (1,1 miljoen) als verkocht. Een stevig kettingslot werd dus naast het vertrouwde ringslot steeds meer een noodzakelijke accessoire.
Het jaar 1997 was van groot belang voor het fietsen omdat de overheid een samenhangend fietsbeleid ging voeren. Dat vond zijn weerslag onder meer in de Vierde Nota Ruimtelijk Ordening (plus). Het rijk kwam in 1990 bovendien met een Masterplan Fiets, onder welke vlag veel proef-, onderzoeks- en voorbeeldprojecten op fietsgebied werden gestart, met de focus vooral op infrastructuur. De strategie van de hiermee belaste projectgroep was eenvoudig: “ontwikkel voor - en met - de doelgroepen (bedoeld zijn vooral de gemeenten) relevante kennis, argumenten en instrumenten; verspreid die via effectieve zenders en kanalen”.
De regelgeving werd versoepeld: aan de sinds 1935 geldende verplichting dat de onderste dertig centimeter van het achterspatbord wit moest zijn kwam in 1995 een einde.
Sinds 1990 heeft Nederland een Nationaal Fietsmuseum: Velorama aan de Waalkade in Nijmegen. Met name de verzameling rijwielen van voor 1900 is internationaal vermaard.

## Nieuwe infrastructuur gewenst

### 2000-2010: nieuwe soorten fietsen: van e-bike tot kratfiets en OV-fiets

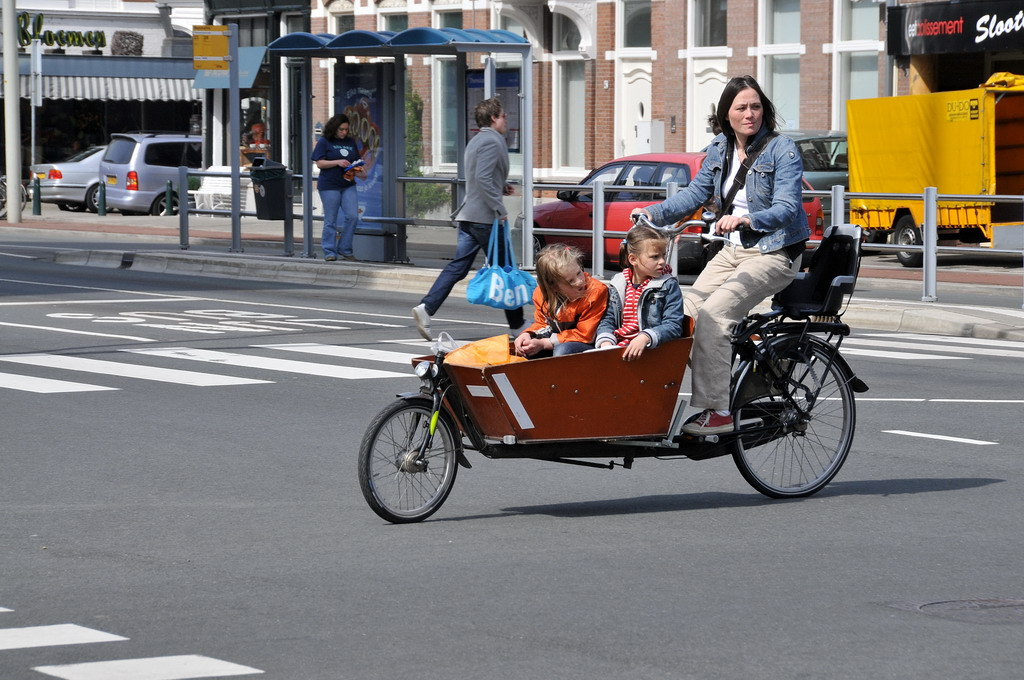
2010, het type bakfiets dat begin 21e eeuw populair werd voor het vervoer van kinderen

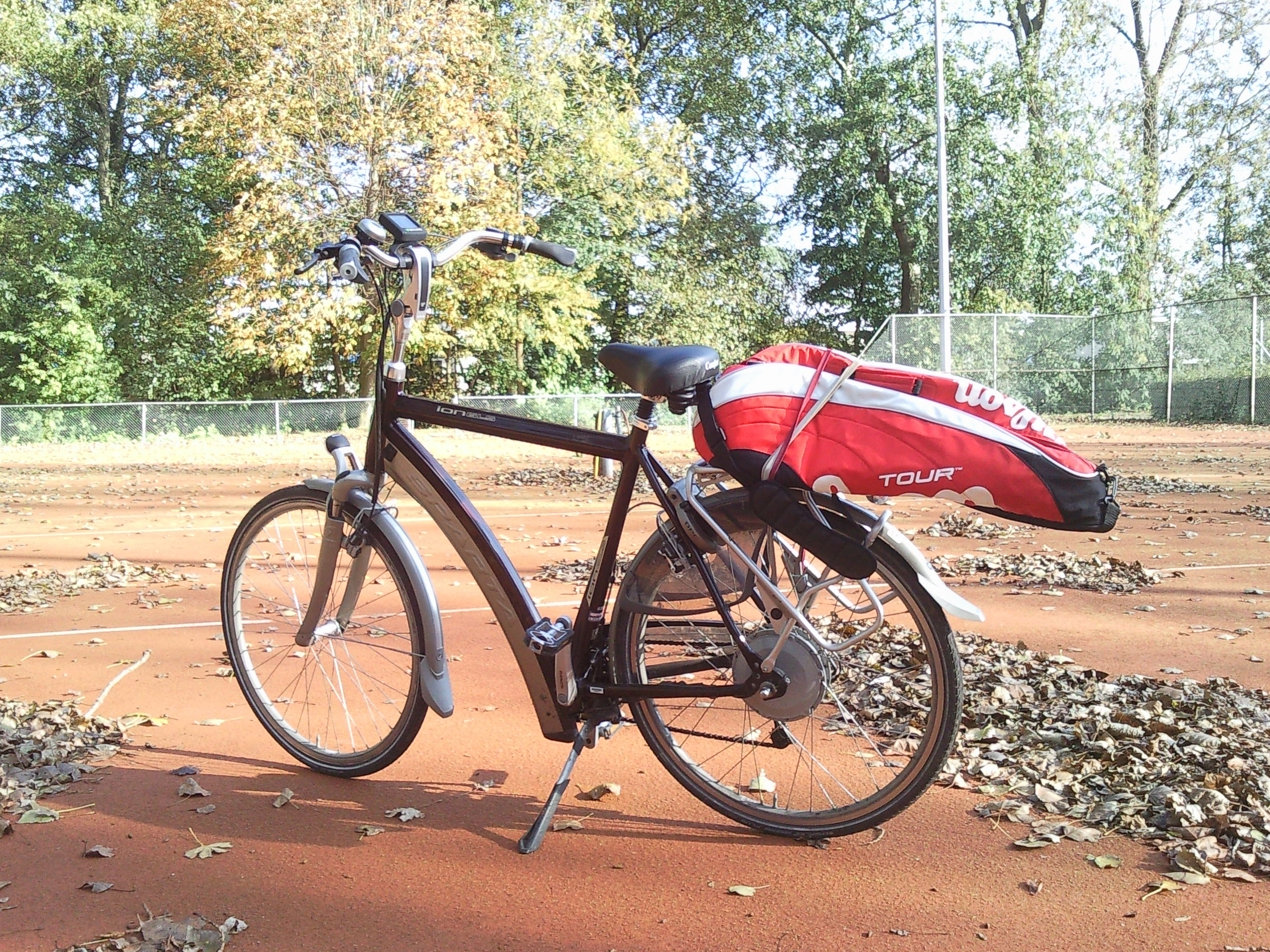
2011, elektrische fiets Sparta Ion. Let op de plaatsing van de accu.

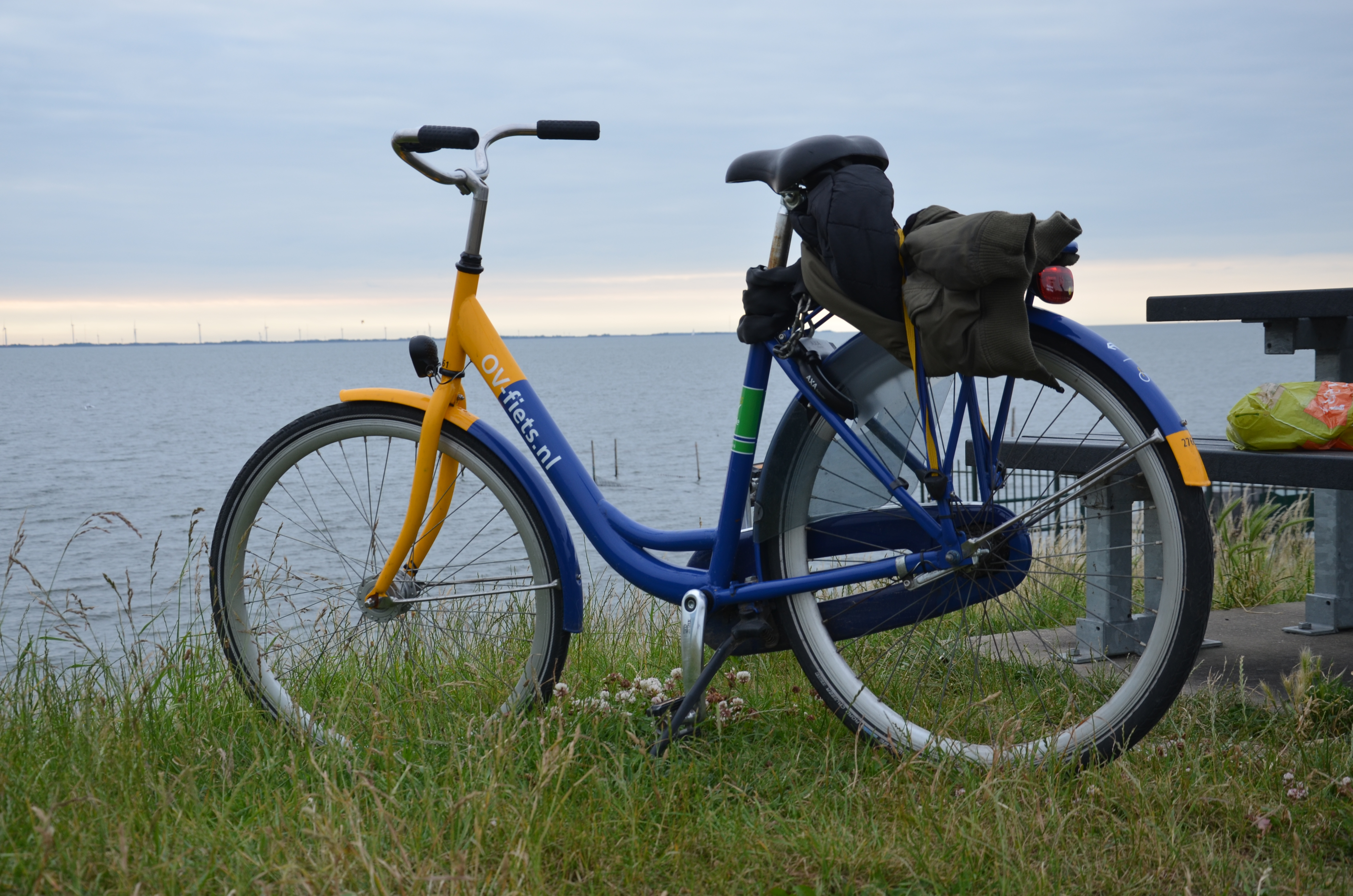
2000-2010, OV-fiets in Nederland, laagdrempelig te huren bij o.a. NS-stations

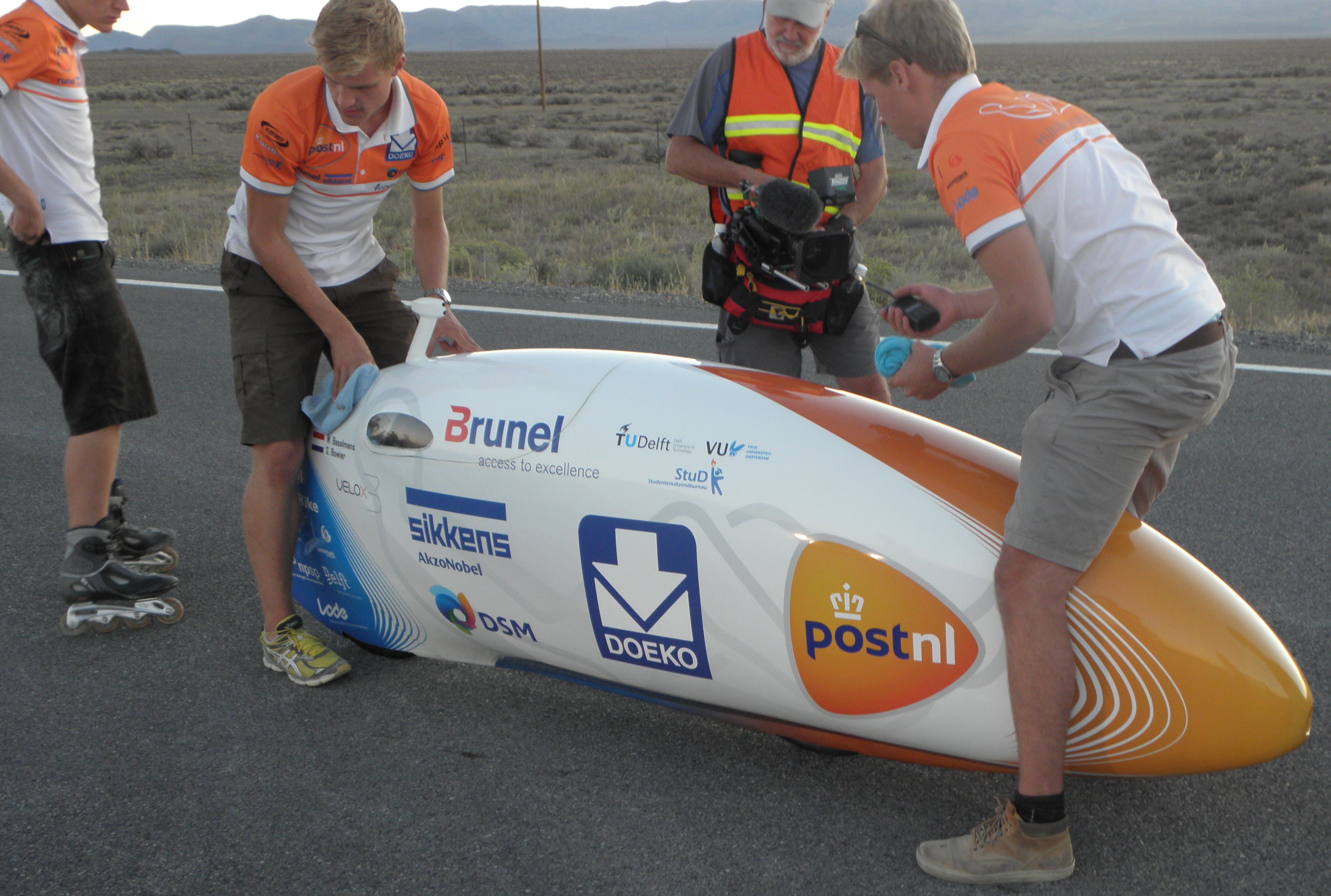
2013, Nederlandse studenten nemen deel aan de World Human Powered Speed Challenge; Sebastiaan Bowier bereikte in Nevada op een aerodynamische ligfiets een recordsnelheid van 133 km/h; in 2019 bereikte Rosa Bas bij de dames een snelheid van 122 km/h. De fietsen zijn uitgerust met camera, zijraampje en losse ventilator (rechts)

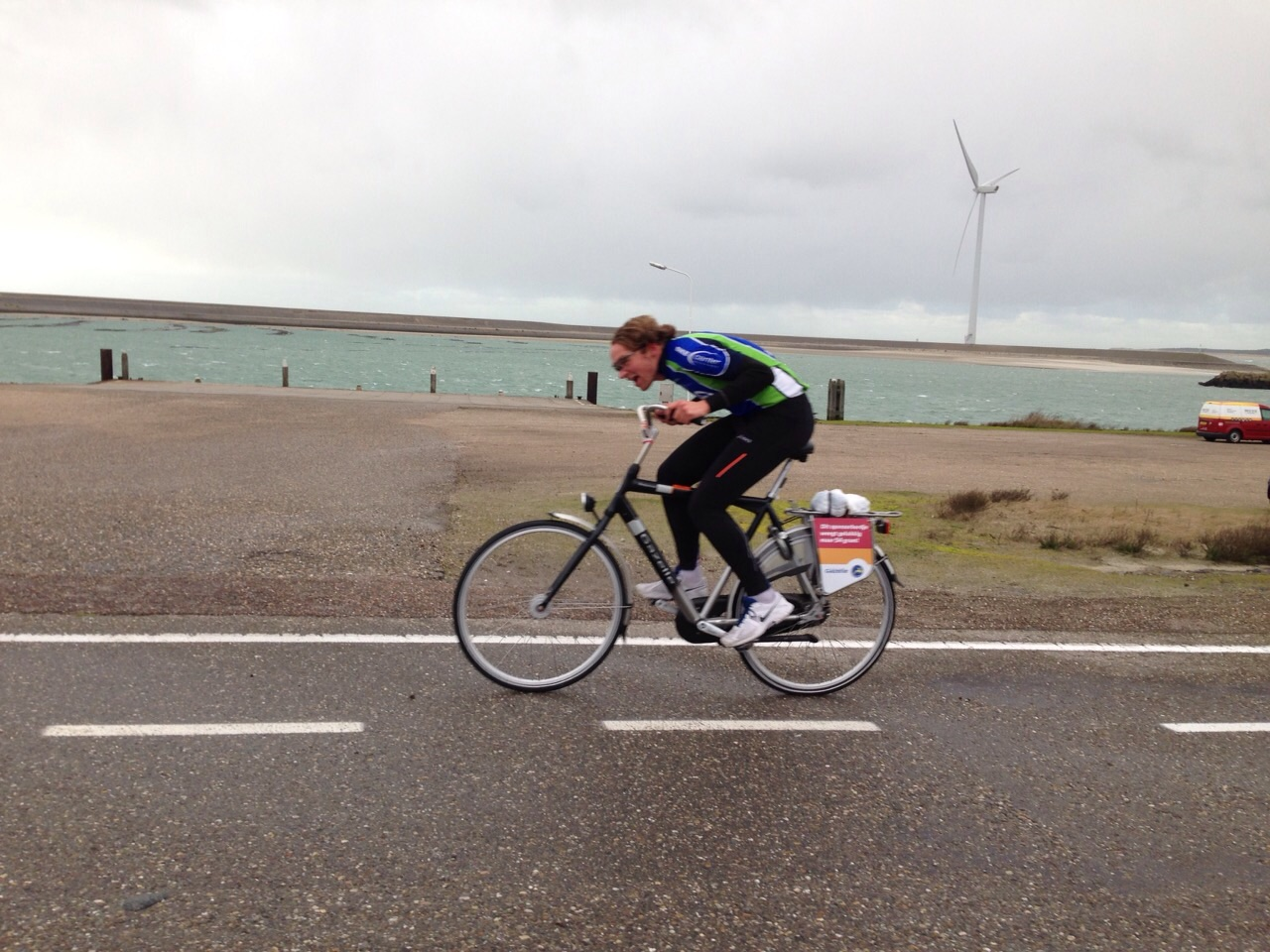
2014, NK Tegenwindfietsen in Zeeland. Dit Nederlands Kampioenschap wordt sinds 2013 gehouden - mits er voldoende tegenwind is.

Ook na 2000 kwamen er nieuwe typen fiets op de markt en bereikte het aantal fietsen een record. Ook het aantal gebruiksvormen  werd weer uitgebreid.
Een opvallende ontwikkeling in de jaren 2000 was dat  herenfiets niet zonder meer de standaardfiets was, maar dat de damesfiets de standaardfiets leek te worden. Met name op middelbare scholen reden steeds meer jongens op wat vaak de omafiets wordt genoemd. ook huurfietsen werden steeds vaker uitsluitend als 'damesmodel' aangeboden. dit type was altijd al gebruikersvriendelijker geweest maar inmiddels ook stevig genoeg voor alle typen gebruikers. De fiets lijkt genderneutraal te zijn geworden. Ook werden er veel stadsfietsen verkocht met voordrager en krat, aanvankelijk als een losse accessoire, later steeds meer als standaard op de fiets. Daarnaast keerde de loopfiets terug. Het ging echter niet om draisine uit 1816, maar om een loopfiets voor kinderen. Het lijkt er op dat het ontwikkelen van een goed evenwichtsgevoel op twee wielen beter lukt dan op de fiets met zijwieltjes die voor kinderen vanaf een jaar of vier werd verkocht. Kinderen gaan daarop vaak naar één kant hangen in plaats van evenwicht te zoeken. Verder zag de Amerikaanse designcriticus Zahid Sardar vanaf dit decennium naast de traditionele fabrikanten nieuwe ontwerpers in Nederland opkomen met bijzondere aandacht voor vormgeving. Hij vatte deze samen onder de noemer ‘The new dutch bike’ en wijst op fietsenbouwers als Van Nicholas, Vanmoof, Elian cycles en de Fietsfabriek.
Misschien de meest in het oog springende  ontwikkeling in dit decennium was dat de elektrische fiets vaste voet aan de grond kreeg. Een populaire type is de Sparta Ion, waarbij de accu is verwerkt in de diagonale framebuis. De elektrische fiets hoorde in de eerste jaren van de 21e eeuw nadrukkelijk bij een specifieke groep oudere fietsers. De actieradius van het nieuwe type elektrische fiets was beperkt maar het hielp deze groep om langer mobiel te blijven.
Een nieuwe vorm van fietsgebruik ontstond in 2003 door de OV-fiets, die is gekoppeld aan een landelijk netwerk (vooral NS stations) van verhuurlocaties. Via een jaarabonnement kon vanaf de introductie eenvoudig een fiets worden gehuurd op dagbasis. In 2009 was het netwerk gegroeid tot 5.000 fietsen en het gebruik tot bijna 900.000 ritten per jaar. Vooral de vervoersketen met voor- of navervoer rondom het OV (de trein) werd hiermee verbeterd.
In dit decennium groeide het aantal fietsen in Nederland van 17,8 naar 20 miljoen. Per inwoner was dat een stijging van 1,12 naar 1,21 fiets per inwoner.
Onderzoek in 2010 laat zien waar de Nederlander de fiets vooral voor gebruikt: 22% van de fietskilometers worden getrapt voor woon-werkverkeer, 21% voor sport, hobby of horeca, 18% voor onderwijs en 14% voor winkelen en boodschappen doen.
In 2001, 60 jaar na de invoering daarvan door de Duitsers, kreeg de fiets voorrang als die van rechts kwam. Hieraan ging een lange campagne van de Fietsersbond vooraf (“De fietser is nog steeds niet bevrijd”). De naleving lag in 2006 volgens onderzoek van de Fietsersbond op 57%. Het MON (Mobiliteitsonderzoek Nederland) laat interessante gegevens zien over het aantal kilometers dat Nederlanders per jaar afleggen. Dat jongens tussen 12 en 16 jaar met 2400 km bijna een Tour de France per jaar rijden is wellicht niet zo verrassend. Opvallender is dat volwassenen tussen de 20 en de 75 jaar (mannen en vrouwen) constant meer dan 700 km per jaar fietsen.

### 2010-2020: snelfietspaden, bakfietsbuurten en mega-stallingen

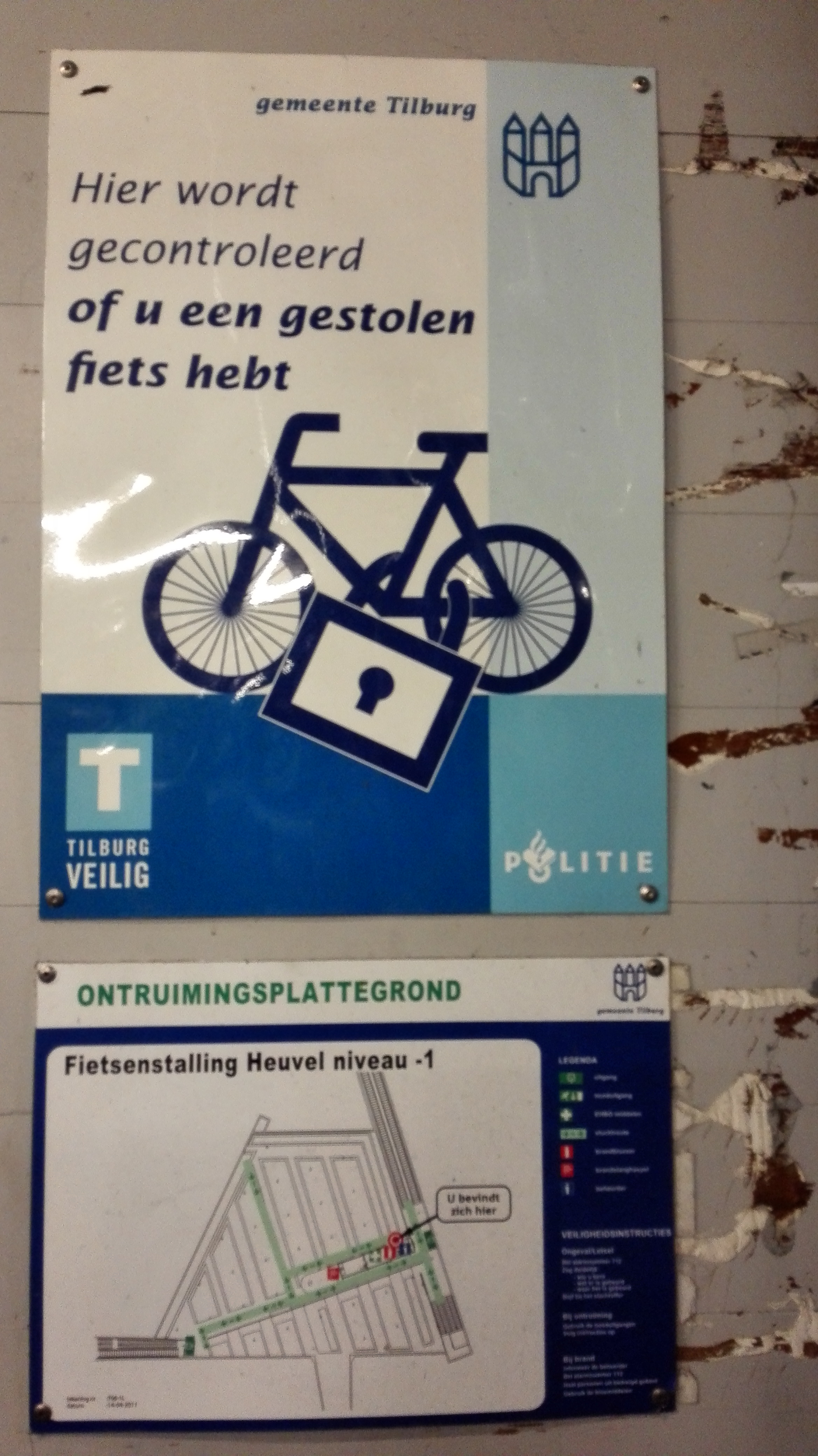
2017, Controle op gestolen fietsen in fietsenstalling (Tilburg)

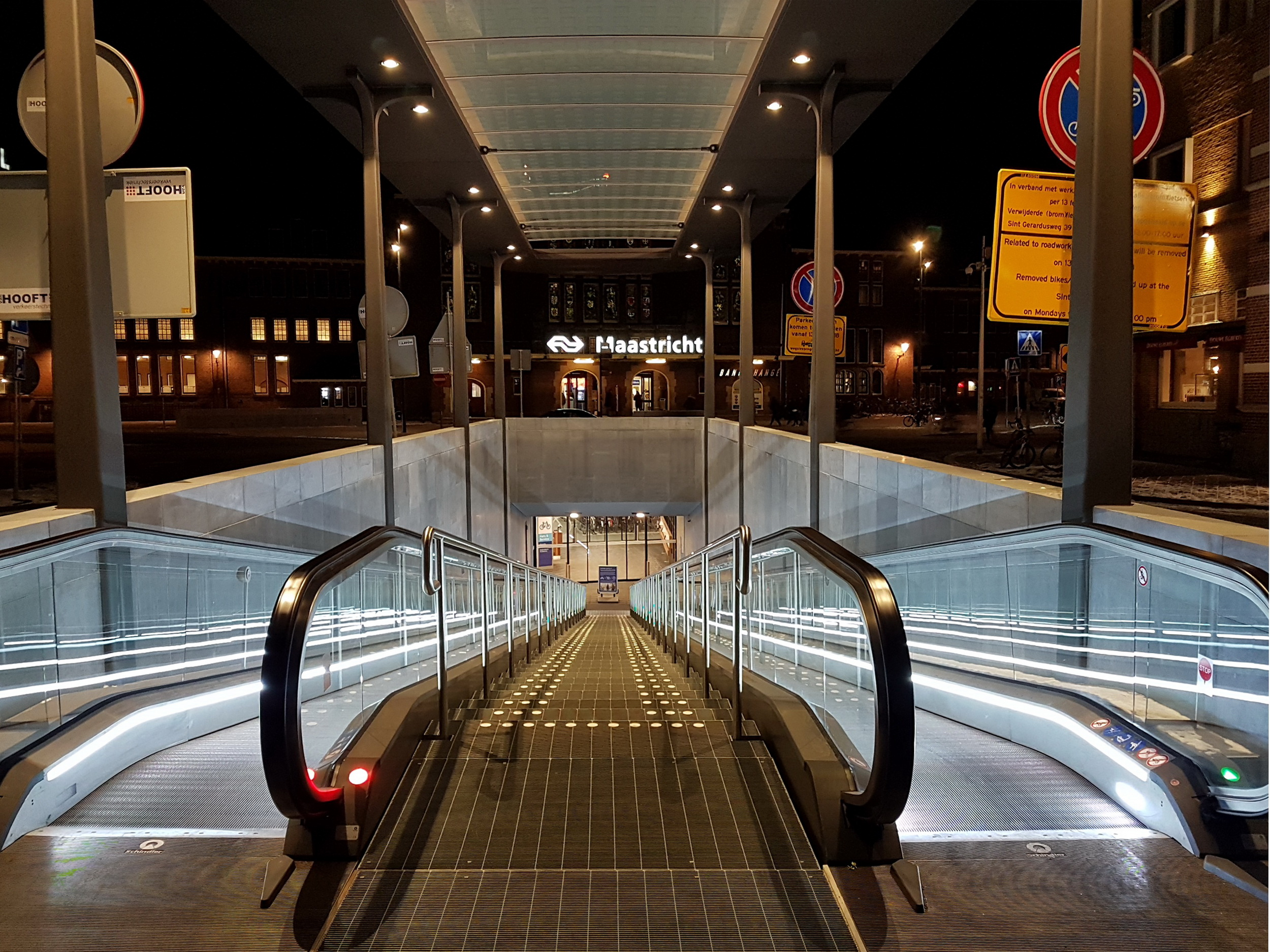
2018, ingang fietsparkeerkelder bij Station Maastricht; ook elders zijn dit soort kelders verrezen; de grootste fietsenstalling ter wereld is bij Station Utrecht Centraal

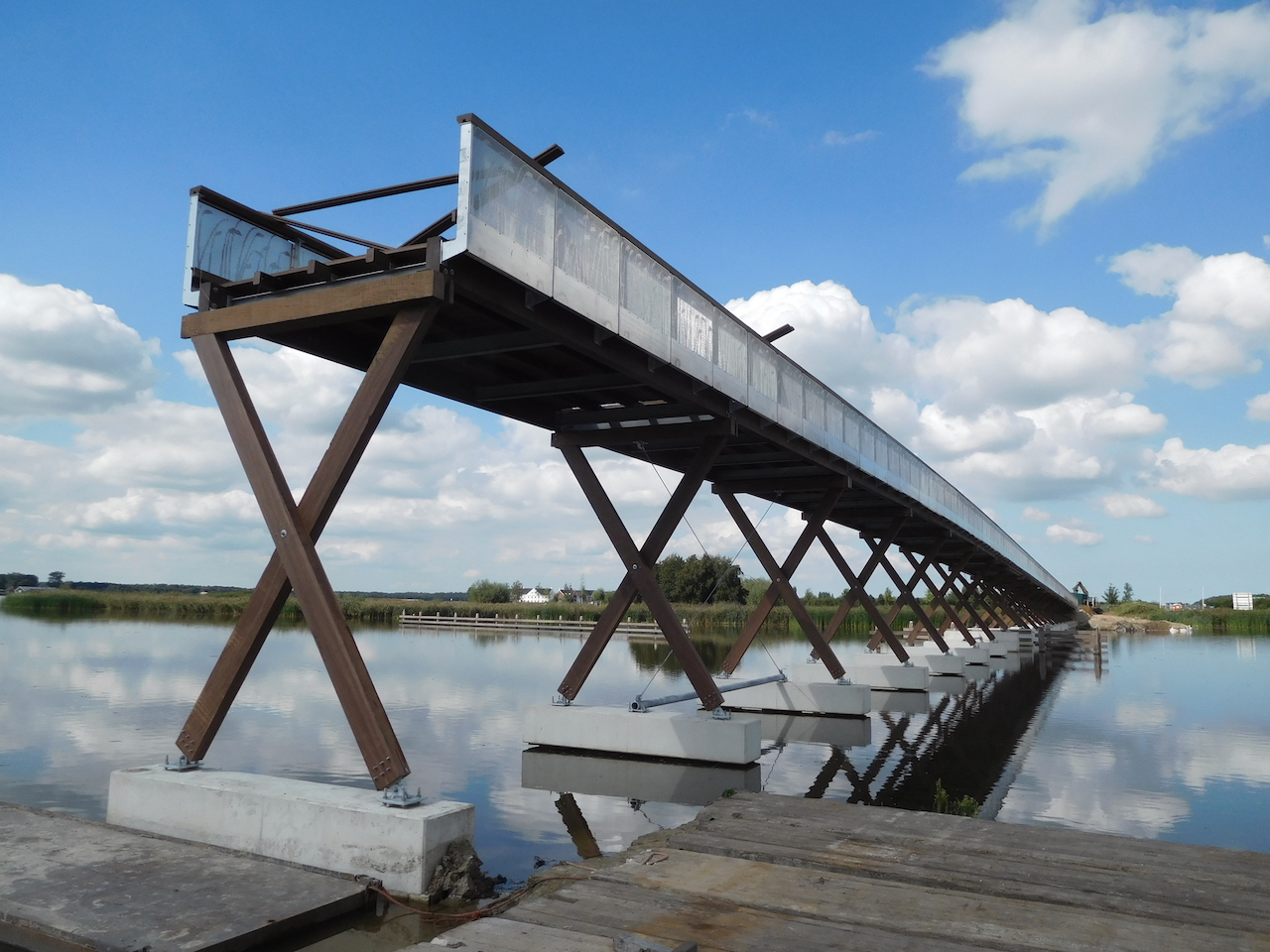
2020, Pieter Smitbrug (Winschoten) in aanbouw, de langste fiets/voetgangers brug van Europa, geopend in 2021

De jaren 2010 lieten in veel opzichten een zelfde beeld zien als het vorige decennium: verdere groei en differentiatie van het fietsgebruik en een overheid die hierop probeert in te spelen.
De grootste verandering was de doorbraak van de elektrische fiets, die we in Nederland uiteindelijk e-bike zijn gaan noemen. Een grote hoeveelheid modellen (van scholierenfiets tot sportieve fiets) kwam in deze tijd op de markt. De snelste is de zogeheten (speed)pedelec met een maximumsnelheid van 45 kilometer per uur (waardoor deze een helmplicht kent). Ongeveer een derde van de verkochte fietsen is een stadsfiets.
Een andere trend was de opkomst van de leasefiets. Naast de OV-fiets en andere huurfietsen waarbij je een fiets per rit huurde of per dag, ontstond er een markt voor een leasefiets tegen een vast maandbedrag. Swapfiets is het bekendste voorbeeld en is herkenbaar aan de blauwe voorband.
De jaren 2010 is tevens het decennium dat de bakfiets een snelle groei doormaakte. Daarbij ging het niet om de driewielige vrij logge bakfiets waarmee ooit handelswaar vervoerd werd en in de jaren 1970 studenten en krakers hun boedel verhuisden, maar om tweewielige bakfietsen om de kinderen mee naar school te brengen. Nederlandse fabrikanten als Bakfiets.nl (vierkante houten bak) en Babboe (ronde houten bak) brachten in deze periode hun modellen op de markt. Aan het eind van het decennium was een deel van deze zware fietsen voorzien van elektrische trapondersteuning. Daarnaast lijkt er een lokale trend van op-de-achterbank-naar-school naar voor-in-de-bakfiets-naar-school, waarbij met name de elektrisch aangedreven Urban Arrow tweewielers als statussymbool zouden fungeren. In dit decennium ontstond ook de term bakfietsbuurt, waar deze fietsen vaak de stoep versperden. Ook voor zakelijke doeleinden nam het gebruik van de nieuwe elektrische bakfiets toe.
Een opvallende trend ten slotte in deze periode was de toename van vrouwen op de racefiets.
Aan het eind van het decennium waren er ongeveer 22,8 miljoen fietsen in Nederland op 17 miljoen inwoners. Nederland is daarmee het enige land ter wereld met meer fietsen dan inwoners. Van dat aantal waren er in 2018 1,8 miljoen e-bikes, terwijl ruim 40% van de nieuw verkochte fietsen uit e-bikes bestond. Mede daardoor stijgt de gemiddelde prijs van een nieuwe fiets in 2016 voor het eerst tot boven de 1.000 euro. Nederland kent in 2018 10 fietsfabrikanten en 2100 ondernemingen in de fietsvakhandel. De RAI-vereniging schat de levensduur van een fiets in Nederland op 13 jaar.
Nederland was zich steeds meer bewust van haar fietscultuur. In dit decennium waren meerdere Nederlandse steden startpunt van de grote wielerrondes, waarbij zo’n Grand Départ - zoals dat bij de Tour de France heet - een goede manier was om aan de wereld te laten zien hoe in Nederland het fietsen zowel zorgt voor gezonde lichaamsbeweging als voor het verminderen van de world wide traffic jam. In 2002 beet G(i)roningen het spits af als vertrekpunt van zo'n  wielerronde.
Door de grote populariteit voor het fietsen, en doordat het aantal dodelijke verkeersslachtoffers onder fietsers net zo hoog was als onder automobilisten ontstond er druk op de infrastructuur (het fietspad). In 2019 presenteerde de Fietsersbond de fietsvisie voor 2040. Kern daarin zijn de fietsfamilie' (waartoe ook racefietsers en e-bikers horen) en het begrip fietspad uitgewerkt naar drie niveaus in een stedelijke omgeving: langzaam (voor kinderen en ouderen), normaal en snel-en-zwaar (voor transportfietsen, pedelecs en racefietsen).
Bijna 60 jaar na de hit van Eddy Christiani bevestigde Gers Pardoel in 2011 met zijn nummers ik neem je mee en bagagedrager dat in de Nederlandse fietscultuur achterop de fiets springen nog steeds symbool stond voor avontuur en romantiek.
In 2017 werd door het Ministerie van Onderwijs, Cultuur en Wetenschap bij het project toonbeelden van mobiel erfgoed een Fongers damesrijwiel uit 1901 gekozen tot een van de markante voertuigen die de afgelopen anderhalve eeuw bepalend zijn geweest voor de mobiliteit in Nederland
Provincies ontwikkelden steeds vaker intercity snelfietsroutes tussen steden. Grote steden bouwden rondom treinstations enorme fietsenstallingen, zoals in 2019 in Utrecht met een capaciteit van 18.000 fietsen, waarbij het fietspad door de stalling (van drie verdiepingen) heen loopt. Het aantal kilometers fietspad is inmiddels opgelopen tot 36.900 km in 2018. Tijdens de Nationale Fietstelweek stelt de Fietsersbond vast dat de gemiddelde fietssnelheid in Nederland op 15,8 kilometer per uur ligt. In Zeeland fietst men het snelst.
In dit decennium herontdekte de ANWB (in de tijd van de oprichting van de Fietsersbond meer gericht op de automobilist) de fiets. Van de 4,4 miljoen leden (in 2018) was immers zonder twijfel het merendeel ook fietser. In 2012 startte naar analogie van de Wegenwacht de ANWB een eigen fietsservice en sinds 2019 heeft de ANWB voor e-bikes zelfs vervangende accu’s in het aanbod.
Een minder goed zichtbaar stuk infrastructuur waren de MTB-routes die aangelegd werden in bossen en natuurgebieden. Nadat eerder de mountainbikers zich juist buiten de paden begaven werden in dit decennium vooral speciale paden aangelegd (de zogenaamde single tracks) van ongeveer 40 cm breed waarbij optimaal gebruik gemaakt werd van de glooiingen in het terrein. Vaak waren een sticker en een helm vereist om op de route te mogen rijden.

### 2020-2021: de effecten van de Coronacrisis en de e-bike
In het eerste jaar van de jaren 2020 was er door de Coronacrisis een enorme toename van het fietsen. Voor veel mensen viel de mogelijkheid weg om op een andere manier hun conditie op peil te houden omdat sportscholen en -velden vaak lange tijd waren gesloten. Veel mensen haalden racefietsen van zolder, of kochten tweedehands dan wel nieuw een fiets. Tegen het einde van het jaar 2020 waren er voor sommige fietsen wachttijden, mede omdat onderdelen uit Azië door de crisis niet snel geleverd konden worden.
Verder zette de groei van het percentage e-bikes toe. In 2021 werden er voor het eerst meer e-bikes verkocht dan gewone fietsen. Ook steeds meer ouders besloten voor hun kind een elektrische fiets aan te schaffen. Het aantal ongelukken met e-bikes, ook onder jongeren, en het aantal gestolen e-bikes nam eveneens sterk toe.
De uitdagingen  voor het fietsverkeer lijken anders te zijn dan in de voorgaande twee eeuwen. Waar in de negentiende de uitdaging lag in het delen van de ruimte met langzaam verkeer (zoals voetgangers en handkarren), en in de twintigste eeuw in het delen van de schaarser wordende ruimte met snelverkeer (zoals auto’s en vrachtauto’s), ligt aan het begin van de eenentwintigste eeuw de uitdaging meer bij het tegengaan van lokale fietscongestie en het verdelen van de ruimte over verschillende typen fietsers, zoals pedelecs, racefietsers, vrachtfietsers en kwetsbare fietsers.

## Film
- Een goede film over de Nederlandse fietscultuur is Why we cycle van Gertjan Hulster, Arne Gielen, Marco te Brömmelstroet en Jeroen Dirks uit 2018. De film is te koop, op de website[79] is een trailer te zien.
- Op YouTube toont Mark Wagenbuur onder de titel  BicycleDutch allerlei filmpjes in Engels over aspecten van de Nederlandse fietscultuur.[80]